# Plogastel-Saint-Germain
Plogastel-Saint-Germain [plogastɛl sɛ̃ ʒɛʁmɛ̃] est une commune du département du Finistère, dans la région Bretagne, en France.
La canton de Plogastel-Saint-Germain forme avec les cantons du Guilvinec et de Pont-l'Abbé le pays Bigouden.

## Géographie

### Situation
Plogastel-Saint-Germain est située à l'ouest de Quimper, en Cornouaille et dans la partie nord du Pays bigouden.

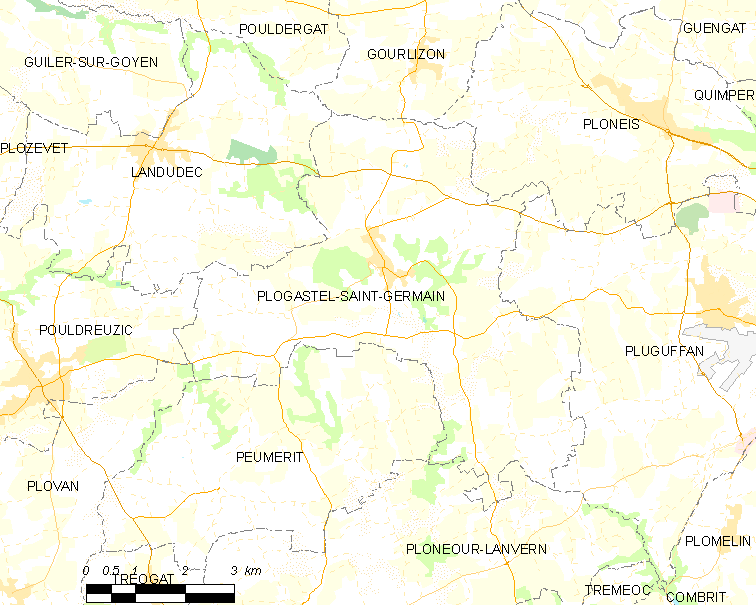
Carte de la commune de Plogastel-Saint-Germain.

| Landudec    | Gourlizon               | Plonéis   |
| Pouldreuzic | Plogastel-saint-Germain | Pluguffan |
| Peumerit    |                         | Plomelin  |

### Relief et hydrographie
Pour un article plus général, voir Réseau hydrographique du Finistère.
Le finage de Plogastel-Saint-Germain est constitué pour l'essentiel d'un plateau assez bosselé en pente générale vers le sud, les altitudes les plus élevées se situent dans la partie nord du territoire communal — 151 m à l'est de Toul Réo, 146 m à La Rocaille, au nord du hameau de Kerandoaré et 143 m près de Rulan Nevez proche de l'angle nord-est de la commune. Ces reliefs dominent d'environ 70 m la vallée du fleuve côtier Goyen qui coule est-ouest (entrant dans la commune à 77 m d'altitude et en ressortant à 66 m) et forme la limite avec les communes voisines de Plonéis et Gourlizon. « La croupe dénudée qui longe le Goyen traverse la parcelle septentrionale de Plogastel, la rendant montueuse et âpre », écrit Henri Pérennès.
Les altitudes s'abaissent progressivement en allant vers le sud (le bourg est à une centaine de mètres d'altitude, le hameau de Saint-Germain vers 90 m, celui de Saint-Honoré situé dans l'excroissance sud-est de la commune, à 67 m), le point le plus bas étant à la pointe sud-ouest du territoire communal, près du moulin Maréguez, là où la Rivière de Pont-l'Abbé, un autre fleuve côtier dont le bassin de réception est situé sur le versant sud des hauteurs précédemment décrites, et qui coule vers le sud, quitte la commune pour entrer sur le territoire de Plonéour-Lanvern. Ce cours d'eau et ses divers affluents, qui coulent dans des vallées souvent encaissées d'une trentaine à une cinquantaine de mètres par rapport au plateau avoisinant, contribuent à accidenter le territoire de la commune.
Le Goyen, d'une longueur de 32 km, prend sa source dans la commune de Plonéis et se jette dans l'Océan Atlantique en limite de Plouhinec et d'Audierne, après avoir traversé 11 communes. 
Le Pont l'Abbé, d'une longueur de 25 km, prend sa source dans la commune et se jette  dans l'anse de Bénodet entre les communes de Loctudy et d'Ile-Tudy, après avoir traversé six communes. 

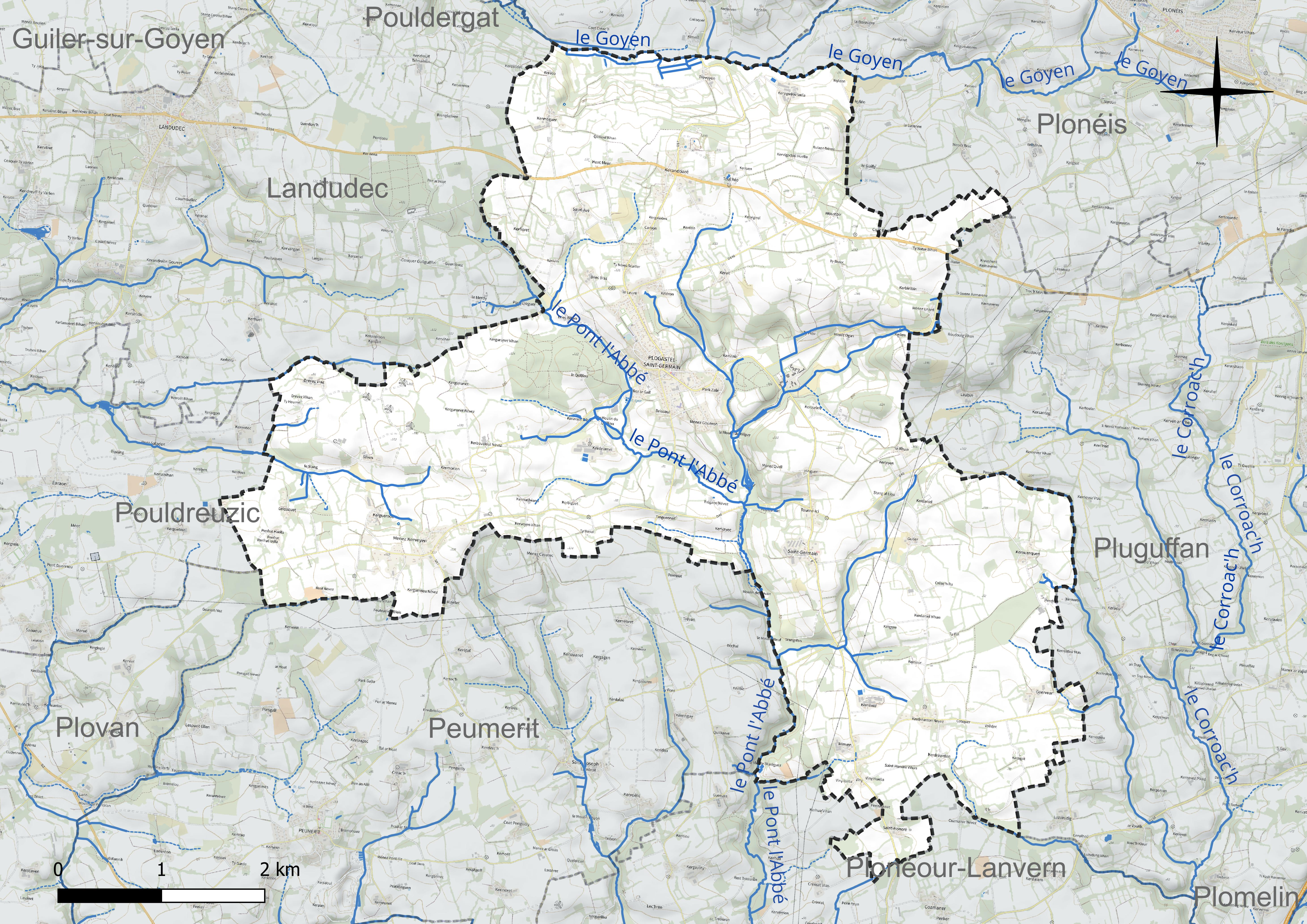
Réseau hydrographique de Plogastel-Saint-Germain.

### Géologie
La commune est en bonne partie en leucogranite dit de Plogastel-Saint-Germain, lequel est de grain plus fin que le leucogranite dit de Pont-l'Abbé, lequel affleure dans toute la partie sud du Pays bigouden. L'église paroissiale Saint-Pierre et la chapelle Saint-Germain sont construites en leucogranite de Plogastel-Saint-Germain.

### Climat
Pour des articles plus généraux, voir Climat de la Bretagne et Climat du Finistère.
En 2010, le climat de la commune est de type climat océanique franc, selon une étude du CNRS s'appuyant sur une série de données couvrant la période 1971-2000. En 2020, Météo-France publie une typologie des climats de la France métropolitaine dans laquelle la commune est exposée à un climat océanique et est dans la région climatique  Bretagne orientale et méridionale, Pays nantais, Vendée, caractérisée par une faible pluviométrie en été et une bonne insolation. Parallèlement l'observatoire de l'environnement en Bretagne publie en 2020 un zonage climatique de la région Bretagne, s'appuyant sur des données de Météo-France de 2009. La commune est, selon ce zonage, dans la zone « Monts d'Arrée », avec des hivers froids, peu de chaleurs et de fortes pluies.
Pour la période 1971-2000, la température annuelle moyenne est de 11,3 °C, avec  une amplitude thermique annuelle de 10,9 °C. Le cumul annuel moyen de précipitations est de 1 102 mm, avec 15,6 jours de précipitations en janvier et 8,5 jours en juillet. Pour la période 1991-2020, la température moyenne annuelle observée sur la station météorologique la plus proche, située sur la commune de Pluguffan à 7 km à vol d'oiseau, est de 12,1 °C et le cumul annuel moyen de précipitations est de 1 214,4 mm,. Pour l'avenir, les paramètres climatiques de la commune estimés pour 2050 selon différents scénarios d'émission de gaz à effet de serre sont consultables sur un site dédié publié par Météo-France en novembre 2022.

### Transports
La commune est à l'écart des grands axes de circulation ; le bourg est desservi par la D 240 et la D 57, deux routes départementales qui viennent, côté sud de Pont-l'Abbé, via Tréméoc, pour la première citée et de Plonéour-Lanvern pour la seconde, laquelle poursuit ensuite son tracé vers le nord en direction de Gourlizon. Mais l'axe routier principal, la D 784 (ancienne Route nationale 784, déclassée en 1972), ne traverse pas le bourg, mais passe dans la partie nord de la commune, venant côté est de Quimper et continuant côté ouest en direction de Landudec et Plozévet.
Une plaque de cocher qui se trouvait à Kerandoaré (le carrefour routier principal de la commune) au bord de la D 784 a été volée en février 2022.

### Paysages et habitat
Le paysage agraire traditionnel de la commune est le bocage avec un habitat dispersé formé d'écarts constitués de hameaux et de fermes isolées. La commune a conservé son caractère rural, à l'exception du bourg qui a beaucoup grossi depuis la Seconde Guerre mondiale avec la construction de nombreux lotissements à sa périphérie, notamment le long de la D 57 en direction du nord par rapport au bourg traditionnel.
Le hameau principal est celui de Saint-Germain, une ancienne trève qui dépendait de la paroisse de Lanvern sous l'Ancien Régime. Un autre hameau important est celui de Kerandoaré, en raison de sa situation de carrefour routier principal de la commune.
Plusieurs bois parsèment le territoire communal, le principal étant celui du Quilliou, à l'ouest du bourg ; mais plusieurs autres bois se trouvent entre le bourg et le château du Hilguy, aux alentours du hameau de Kervinic d'une part, et sur les versants des vallées de la Rivière de Pont-l'Abbé et de ses divers affluents.

## Urbanisme

### Typologie
Au 1er janvier 2024, Plogastel-Saint-Germain est catégorisée bourg rural, selon la nouvelle grille communale de densité à 7 niveaux définie par l'Insee en 2022.
Elle est située hors unité urbaine. Par ailleurs la commune fait partie de l'aire d'attraction de Quimper, dont elle est une commune de la couronne,. Cette aire, qui regroupe 58 communes, est catégorisée dans les aires de 200 000 à moins de 700 000 habitants,.

### Occupation des sols

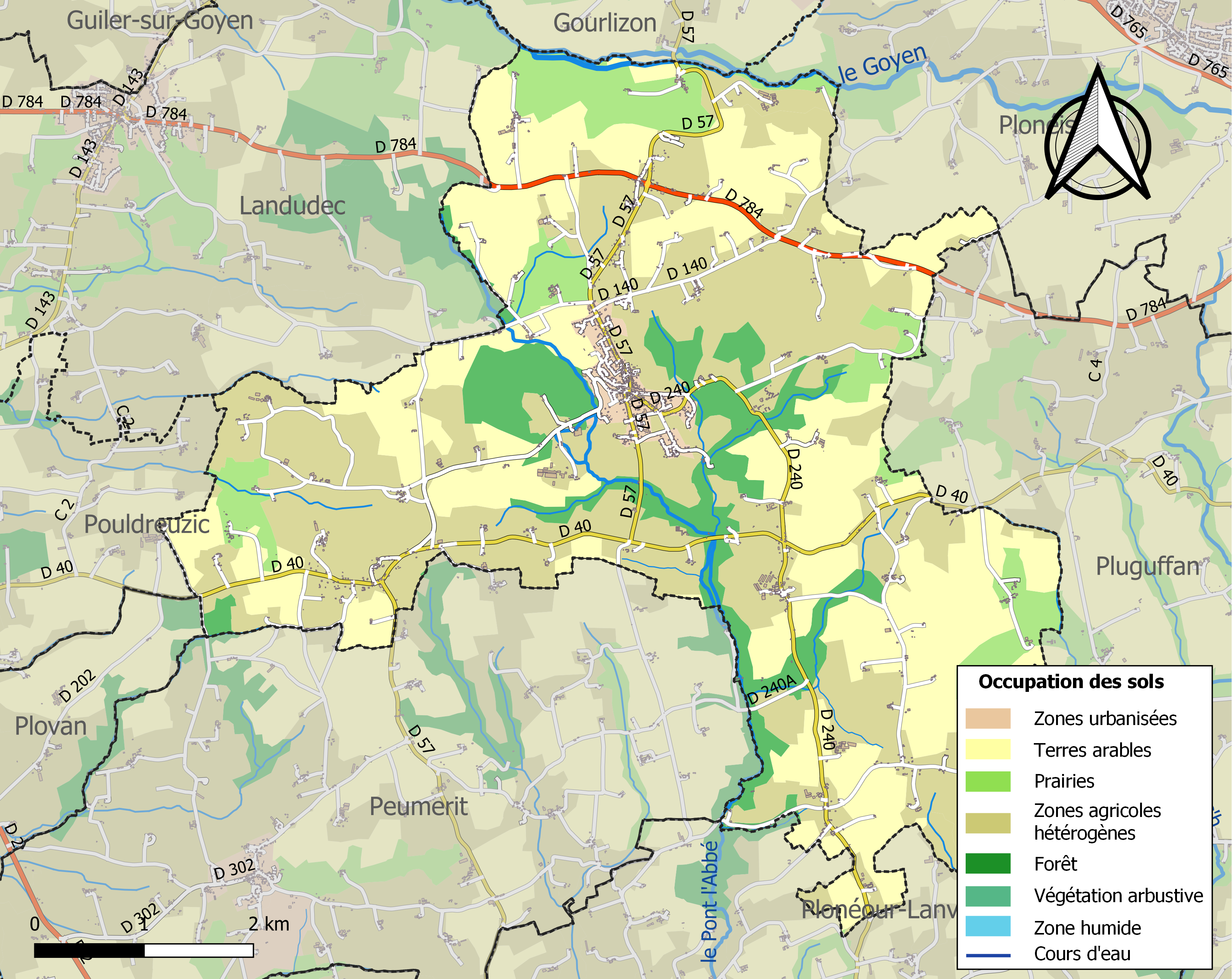
Carte des infrastructures et de l'occupation des sols de la commune en 2018 (CLC).

L'occupation des sols de la commune, telle qu'elle ressort de la base de données européenne d'occupation biophysique des sols Corine Land Cover (CLC), est marquée par l'importance des territoires agricoles (88,3 % en 2018), en diminution par rapport à 1990 (91,8 %). La répartition détaillée en 2018 est la suivante :
zones agricoles hétérogènes (45 %), terres arables (34,6 %), forêts (9,7 %), prairies (8,6 %), zones urbanisées (2 %).
L'IGN met par ailleurs à disposition un outil en ligne permettant de comparer l'évolution dans le temps de l'occupation des sols de la commune (ou de territoires à des échelles différentes). Plusieurs époques sont accessibles sous forme de cartes ou photos aériennes : la carte de Cassini (XVIIIe siècle), la carte d'état-major (1820-1866) et la période actuelle (1950 à aujourd'hui).

## Toponymie
Plogastel (Plou-castel) devrait son nom au château (castel) que les Romains y auraient construit.
Le nom du lieu est noté Plebs Castelli in Kemenet dans un acte de 1223, Ploegastel au XIVe siècle, Ploecastel Sainct Germain en 1444, Ploegastell au XVIe siècle et Plougastel Saint-Germain en 1777.
Plogastel tire son nom des mots latins bretonnisés plebs, devenu localement « plo », correspondant aux assemblées de fidèles s'étant constituées lors de l'émigration bretonne en Armorique et castelli, devenu « gastel » par mutation consonantique en breton et signifiant « du château ». Plogastel signifie donc « la paroisse du château ». Le bourg est en effet installé à proximité d'un camp fortifié gaulois réutilisé par les Romains. Il existe également deux autres camps de ce type non loin du bourg,. Le mot Kemenet dans le nom de 1223 fait référence au Kemenet de Cornouaille, dit encore Quéménet-Even, à l'origine du nom de la commune de Quéménéven (car il aurait appartenu à Even, comte de Léon au Xe siècle, puis à sa descendance), châtellenie des vicomtes du Léon enclavée dans le comté de Cornouaille au XIIe siècle. Il est possible qu'elle se soit étendue à l'origine sur les deux pagi (« pays ») du Cap Sizun et du Cap Caval, mais, au XIIIe siècle, elle ne se composait plus que d'une douzaine de paroisses au sud-ouest et à l'ouest de Quimper. Plogastel aurait fait partie de ce fief.
L'hagionyme « Saint-Germain » fait référence au village éponyme situé à quelques kilomètres au sud du bourg. C'est une ancienne trève dont l'église est consacrée à saint Germain d'Auxerre.
Le nom de la commune est Plogastell-Sant-Jermen en breton.

## Histoire

### Préhistoire
Une hache à talon et 11 haches à douille furent trouvées dans une cachette de fondeur à Saint-Honoré en 1890, une vingtaine de haches à douille à Ménez Kerneven en 1893 et 9 haches plates, en bronze, au sud du bourg de Plogastel en 1905.

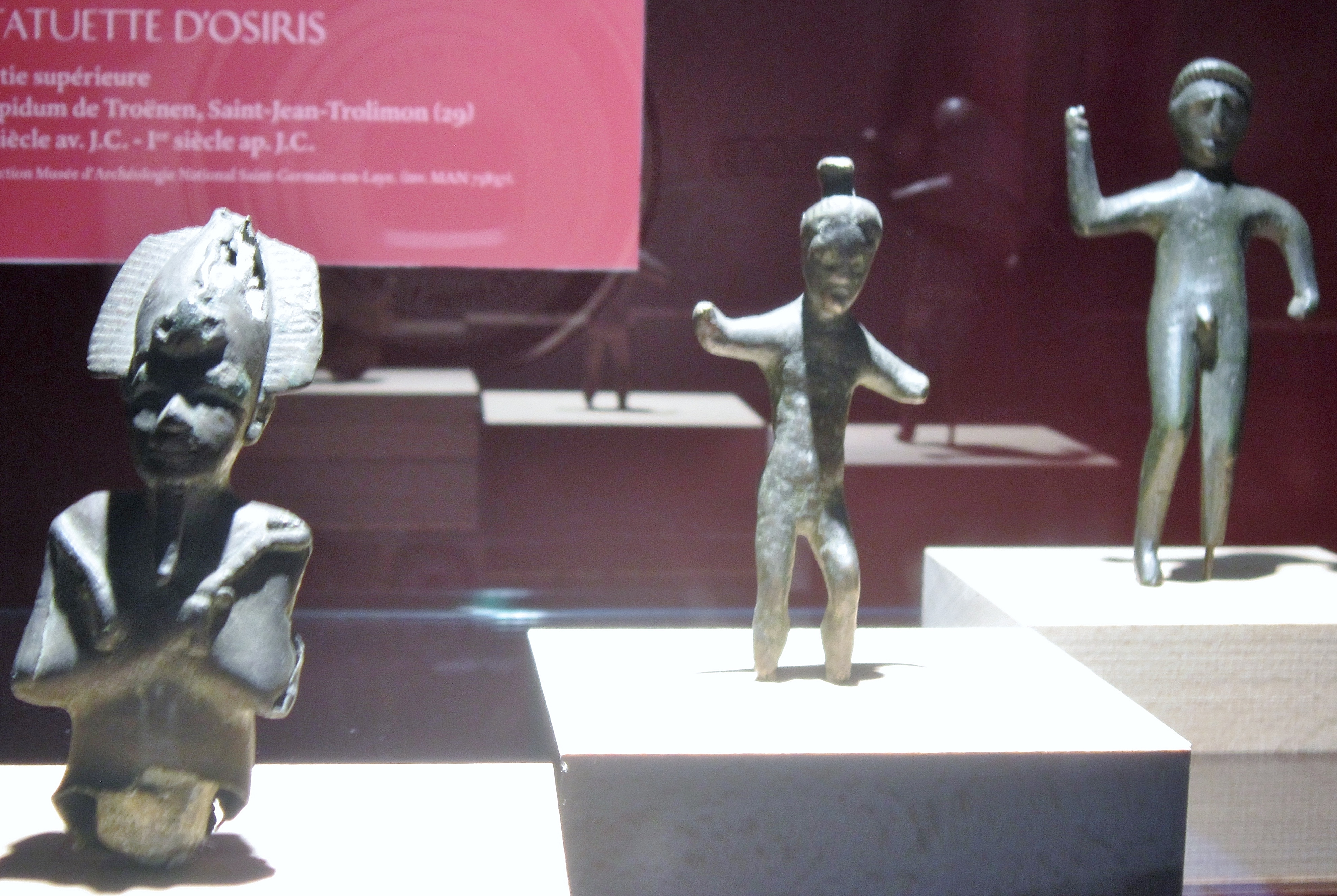
Statuette du dieu Mars trouvée à Plogastel-Saint-Germain (époque gallo-romaine, entre le Ier siècle et le) [au centre sur la photographie].

Au bourg, on a trouvé la trace de deux enceintes quadrangulaires datant de l'âge du fer qui furent réoccupées à l'époque gallo-romaine. Deux autres enceintes datant elles du haut Moyen Âge ont été repérées au bois du Quilliou.

### Antiquité
Trois voies romaines se croisaient sur le territoire de l'actuelle commune de Plogastel-Saint-Germain : celle de Civitas Aquilonia (Quimper) à Audierne ; une autre qui se détachait de la précédente au lieu-dit "Le Moustoir" pour se diriger vers Saint-Démet (en Plozévet) et une troisième, orientée nord-sud, venant de la ville d'Ys et se dirigeant vers Kérity en passant par Ménez Kerveyen et Kergurunet où se trouvait un poste romain.

### Moyen Âge
La paroisse de Plogastel-Saint-Germain dépendait pour l'essentiel de deux seigneuries (le Quilliou et le Hilguy) qui se partageaient plus des deux-tiers de son territoire ; quelques terres dépendaient de la seigneurie de Coatfao et d'autres seigneuries plus petites (Kerdaniel et Kermathéano) existaient.
La motte féodale de Castel-Coz, située dans le bois du Quilliou, a été fouillée en 1882 par le comte de Saint-Luc.

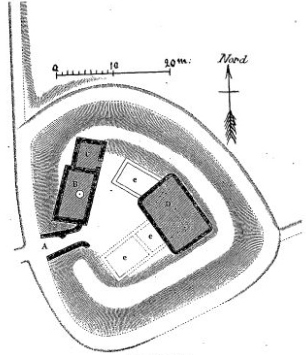
Plan de la motte féodale de Castel-Coz (dessin du chanoine Abgrall).

Dès le XIIIe siècle on trouve des traces de la famille Hilligui (devenue Hilguy) dans le manoir éponyme : c'était alors une des plus importantes terres nobles de la région et la seigneurie la plus ancienne du Pays Bigouden. Les seigneurs du Hilguy disposaient du droit de haute justice, exercée à Quimper dans une salle du couvent des Cordeliers ; les fourches patibulaires se trouvaient entre les hameaux de Ménez Unard et Ménez Ogan.
Le manoir du Quilliou appartenait au XIVe siècle à la famille Le Barbu : Jean Le Barbu (décédé en 1410) représenta le duc Jean IV de Bretagne à Calais en 1360 ; deux de ses fils furent évêques (Henri, évêque de Vannes en 1384, puis de Nantes en 1404, et Yves, évêque de Léon en 1385) et une de ses filles, Adélice, fut abbesse de Notre-Dame-de-la-Joie en 1385). Au XVIe siècle la seigneurie du Quilliou passa aux mains de la famille de Guengat, puis de celle de Tyvarlen, avant d'être annexée à celle de Kerharo. En 1940 du manoir du Quilliou il restait « seuls quelques panse murs enfouis sous les broussailles et quelques pierres moulurées dont on s'est servi pour une construction plus récente ».
La trève de Saint-Honoré était nommée "Sainct-Honoré de Coatmeur" en 1350, puis Saint-Honoré à partir de 1535. Coatmeur (dénommé désormais Cozmaner) signifie qu'un château, ruiné au XVIIIe siècle, était bâti là.
En 1400, selon Jean-Baptiste Ogée, existaient dans la paroisse les maisons nobles suivantes : le Quilliou, Kerboutoul, Drevers, Kerquen, Kerrerun, le Hilguit, Keryvenies, Kerourien, Kerguigoudon, Kermartchan, Treverest, les Loguest, Guiler-Saint-Germain, Kerronenquen, Coëtcanton, Kerriarneau, Penancoët et le Rin, qui appartenait à Jean Le Deniel, sergent féodé du vicomte de Rohan.

### Époque moderne
Le 12 octobre 1594 Jean du Quélennec, seigneur du Hilguy et gouverneur de Quimper, se rend aux Royaux et obtient du maréchal d'Aumont le droit de se retirer dans son château du Hilguy où il meurt vers 1605, sans descendance. Vers 1660, son arrière petit-neveu, François de Visdelou, fait reconstruire le château dans le style classique. À la fin du XVIIIe siècle le Hilguy est vendu à César Le Gac de Lansalut qui y installe un haras, qui fut supprimé en 1790. Après le décès des époux Le Gac de Lansalut, Le Hilguy tombe progressivement en ruines. Jean-François Brousmiche écrit en 1841 : « L'ancien château du Hilguy est aujourd'hui presque entièrement détruit ».
En 1595, durant la période troublée des Guerres de la ligue, dans une lande dans les environs du bourg de Saint-Germain, le brigand Guy Éder de La Fontenelle et les 300 à 400 cavaliers qui l'accompagnaient tuèrent quelque 1 500 paysans qui s'y étaient réunis pour aller le déloger de son repaire de l'île Tristan. « La Fontenelle, averti, les vint rencontrer avec une bonne partie de sa garnison, sachant que la populace n'est rien contre des gens de guerre. Entre des haies fait marcher ses gens à couvert, fors 10 ou 12 qu'il envoie devant pour attirer les paysans à jeu [à découvert] en la lande qui était près. (...) Il fut tué plus de 1.500 paysans ; les autres se sauvèrent à la faveur des haies, et désormais lesdits paysans n'osèrent rien entreprendre contre la Fontenelle » écrit le chanoine Moreau.
En 1639, et à nouveau en 1759, des épidémies décimèrent la population de la paroisse.
En 1675, à la suite de la Révolte des Bonnets rouges, le clocher de la chapelle Saint-Honoré est rasé comme ceux de 5 autres églises ou chapelles du Pays bigouden.
Au XVIIIe siècle le manoir de Kerdaniel, qui appartenait le siècle précédent à la famille Mocam, passe aux mains de la famille de Kermorial ; celui de Kermathéano était la propriété de la famille de Kerguelen ; plusieurs autres manoirs existaient alors, dont ceux du Run (famille Le Drenet), de Keravarn (famille Le Beurier), de Kervigodou, du Drevez-Bihan, du Drevez-Bras, de Kerboutoul, etc.

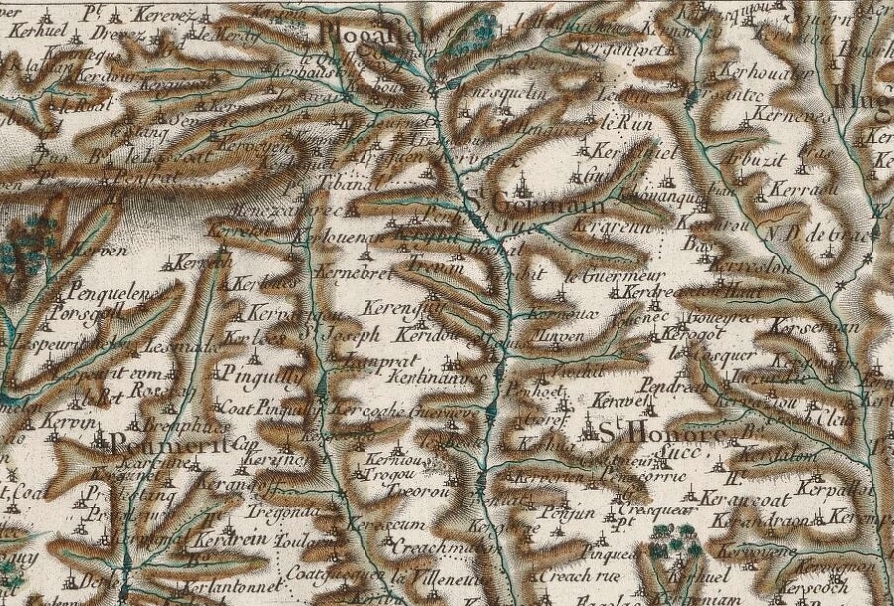
Carte de Cassini de Plogastel-Saint-Germain (1783).

En 1759, une ordonnance de Louis XV ordonne à la paroisse de Plougastel-Saint-Germain [Plogastel-Saint-Germain] de fournir 19 hommes et de payer 124 livres pour « la dépense annuelle de la garde-côte de Bretagne ».
Jean-Baptiste Ogée décrit ainsi Plogastel-Saint-Germain en 1778 :

« Plougastel-Saint-Germain ; à 2 lieues à l'Ouest-Sud-Ouest de Quimper, son évêché, sa subdélégation et son ressort ; à 42 lieues de Rennes. On y compte 1 100 communiants ; la Cure est à l'alternative. (...) Des terres très fertiles, des prairies, des vallons, des monticules, voilà ce que ce territoire offre à la vue. »

Un site internet décrit les charges (impôts) royales (y compris les corvées) et seigneuriales, ainsi que les dîmes, dues par les paroissiens de Plogastel-Saint-Germain, ainsi que le budget du général (assemblée des paroissiens pour gérer la paroisse) et des deux fabriques, celle de Plogastel et celle de Saint-Germain.
Le presbytère de Plogastel-Saint-Germain est reconstruit à neuf vers 1770 : la dépense est telle que les paroissiens obtiennent du Parlement de Bretagne « une levée extraordinaire de deniers » sur tous les propriétaires de la paroisse ; les seigneurs protestent contre cette dépense somptuaire, notamment le marquis de Plœuc.

### Révolution française
La paroisse de Plogastel-Saint-Germain, qui comprenait alors 45 feux, élit deux délégués, Jacques Le Corre et Louis Le Tymen, pour la représenter à l'assemblée du tiers-état de la sénéchaussée de Quimper au printemps 1789.
Le 21 juin 1791 Pierre Tromeur, recteur de Plogastel, tenta vainement de se suicider en se jetant dans un puits car il était prêtre réfractaire.
La paroisse de Plogastel est supprimée le 14 juillet 1791 et rattachée par la loi du 12 septembre 1791 « relative à la circonscription des paroisses du district de Pont-Croix comme succursale à Plonéis. La paroisse de Saint-Honoré était par contre alors rattachée, comme Tréguennec, à la paroisse de Plonéour. La paroisse de Saint-Honoré devient une commune indépendante en 1790, mais elle fut rattachée à Plogastel en 1832.
La famille Le Gac de Lansalut n'ayant pas émigré, leur château du Hilguy ne fut pas vendu comme bien national. Par contre la chapelle Saint-Germain et ses dépendances sont vendues comme bien national le 16 prairial an III (4 juin 1795) à Yves Béléguic, d'Audierne, qui les revendit le 9 nivôse an X (30 décembre 1801) à deux citoyens de la commune, Jean Prigent (du Hinguer) et Louis Hamon (du Run) ; ces biens furent acquis par la commune quelques années plus tard, mais la chapelle, laissée à l'abandon était alors dans un état lamentable, n'ayant plus, en 1816, de couverture, ni de vitres et la tour s'écroula en 1846.
Alain-Guillaume Moreau, un prêtre ivrogne originaire de Plonéis, fut élu le 21 mai 1798 président de l'administration cantonale du canton de Plogastel ; il fut suspendu le 12 octobre 1798 après de nombreuses plaintes.

### LeXIXesiècle
Le 18 mai 1812 un jeune Indien d'environ 9 ans, ramené d'Inde, probablement par Hervé de Kermorial, officier de marine, fut baptisé à Plogastel et reçut le nom de Victor Gabriel.

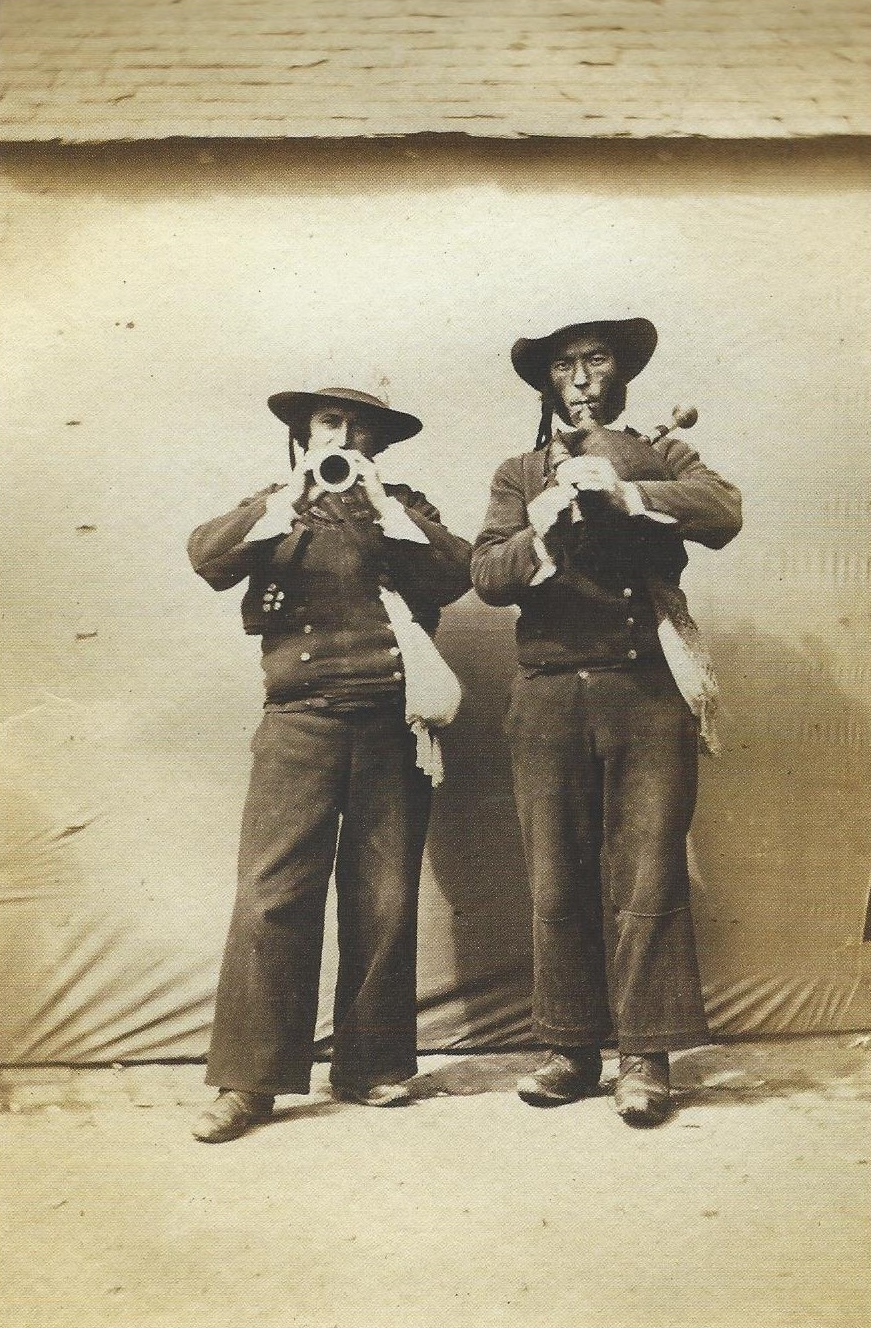
Pierre et François Quiniou, deux sonneurs de Plogastel-Saint-Germain (photographie datant de 1869).

La commune de Saint-Honoré (Finistère), ancienne trève de la paroisse de Lanvern sous l'Ancien Régime, fut supprimée (car si un conseil municipal avait bien été élu, aucun de ses membres ne sachant ni lire ni écrire, il fut impossible d'élire un maire) et rattachée à la commune de Plonéour en 1827, avant d'être rattachée à la commune de Plogastel-Saint-Germain par ordonnance du 1er septembre 1832). Sur les actes d'état-civil de la commune (et antérieurement sur les registres paroissiaux de la paroisse), la presque totalité des déclarations sont suivies de la mention : « Ne sait pas signer » ; « à part les nobles du lieu, dont parfois l'écriture maladroite révèle une instruction peu poussée, la classe paysanne était totalement illettrée » écrit Lucien Goraguer dans un fascicule publié en 1938 ; la première école de Plogastel ouvrit en 1838, plus tardivement que dans la petite commune de Saint-Honoré (longtamps séparée de Plogastel) où elle ouvrit en 1832.
Plogastel-Saint-Germain faisait partie, ainsi que d'autres communes comme Guengat, Briec et Plonéis, des localités voisines de Quimper dont des familles, le plus souvent très pauvres et trouvant là le moyen de gagner quelque argent, accueillaient de nombreux enfants naturels abandonnés mis en nourrice placés par l'hospice de Quimper ; beaucoup d'entre eux décédaient en raison de la médiocrité des soins qui leur étaient prodigués.
Le manoir du Hilguy, en ruine, est reconstruit dans le style Louis-Philippe dans la décennie 1850.
A. Marteville et P. Varin, continuateurs d'Ogée, décrivent ainsi Plogastel-Saint-Germain en 1853 :

« Plougastel-Saint-Germain : commune formée de l'ancienne paroisse de ce nom, plus Saint-Honoré, ancienne trève de Lanvern, qu'elle a absorbé ; aujourd'hui curé de 2e classe ; chef-lieu de perception. (...) Principaux villages : Kernoa, Kermoguer, le Moustoir, Saint-Germain-du, Guiler, Brisecoul, le Losquet, Drévès, Kermorien. Superficie totale 2 551 hectares dont (...) terres labourables 1 162 ha, prés et pâturages 132 ha, bois 154 ha, landes et incultes 1 126 ha (...). Moulins : 6 (de Kermathéonou, du Guilliou, du Hilguy, de Ponthélec, Neuf ; à eau). Il y a foire à Plougastel-Saint-Germain les premiers mardi de janvier, mars, mai, juillet, septembre et novembre. Géologie : constitution granitique, avec quelques points de granite amphibolique. On parle le breton. »

En 1857 une épidémie de fièvre typhoïde fit une centaine de décès à Plogastel-Saint-Germain ; l'épidémie de choléra de 1885-1886 frappa le hameau de Kerandoaré, n'y faisant toutefois qu'un seul mort parmi ses 46 habitants (celle de 1849-1850 avait fait 2 morts). Le bourg de Plogastel (composé alors de 73 maisons regroupant 432 habitants) fut épargné, la situation sanitaire y étant alors jugée satisfaisante (« l'eau bue par les habitants se compose d'eaux de source et de puits? Trois sources jaillissent en dehors de l'agglomération. Trois puits sont creusés sur un terrain plus élevé que les habitations ; quatre puits sont en contre-bas. Il n'existe pas de citerne. L'eau potable est suffisante » mais un des puits situé en contre-bas du bourg « est certainement contaminé par des eaux malsaines » en raison de « son voisinage et sa situation au-dessous du niveau des écuries et des cabinets d'aisance permettent, par infiltration, aux eaux souillées de se déverser dans les eaux potables (...). Les immondices sont évacuées en général tous les deux à trois mois, transportées à la charrette, mises en tas aux champs, ménagées avec de la litière et des mottes, et employées pour l'agriculture. (...) Le lavage du linge se fait au lavoir situé à 530 mètres à l'ouest du bourg ».
En 1866, l'école de Plogastel-Saint-Germain n'a ni plancher, ni cour, ni jardin et seulement « un recoin servant de lieu d'aisance au public et laissant pénétrer dans la classe une odeur qui doit être en été insupportable » écrit l'inspecteur d'académie. Le 1er juillet 1866 une cloche de l'église se détacha pendant la cérémonie des vêpres, tuant une jeune fille âgée de 13 ans
En 1887 l'installation de nouvelles cloches dans l'église paroissiale, financée par une souscription publique, entraîna des disputes entre la municipalité et le curé, soutenu par les fabriciens, l'inscription : « Don de la paroisse de Plogastel-Saint-Germain », suivie des noms du curé, du vicaire et des membres du conseil de fabrique y ayant été apposée, alors qu'il avait été convenu de l'inscription : « Produit d'une souscription commune des habitants de Plogastel-Saint-Germain. Jolivet, maire ; Kerné, curé ».
Le 14 juillet 1888, jour de la Fête nationale, le maire de Plogastel-Saint-Germain envoie ce télégramme au Préfet : « Impossible sonner les cloches curé prend revolver ».

### LeXXesiècle

#### La rivalité avec Plonéour-Lanvern
L'abbé Eugène Cognec écrit en 1904 que les habitants de Plonéour-Lanvern ont toujours jalousé Plogastel d'être le chef-lieu de canton et n'ont que mépris pour ce « bourg presque ignoré de l'arrondissement et qui ne se compose de cinq ou six misérables chaumières où Monsieur le Juge de paix quoique célibataire n'a pu trouver à se loger qu'avec beaucoup de peine ». La réforme administrative de 2015 a vu la "victoire" de Plonéour-Lanvern devenu le chef-lieu de canton.
La rivalité entre Plonéour-Lanvern et Plogastel-Saint-Germain concernait aussi les foires, chaque commune jalousant l'autre quant au nombre des foires autorisées (en 1825 Plonéour n'en vaut que 4 d'autorisées contre 12 pour Plogastel) jusqu'à ce que Plonéour en obtienne aussi douze.
En 1905, à la suite de nombreuses pétitions d'habitants et de vœux de conseils municipaux (« Il n'est pas possible d'admettre que seul, ou à peu près, des chefs-lieux de canton du département, Plogastel-Saint-Germain soit privé de voie ferrée » écrit le conseil municipal), la décision de construire une ligne de chemin de fer d'intérêt local s'embranchant sur la ligne projetée d'Audierne à Pont-l'Abbé en passant par Plogastel-Saint-Germain pour aboutir à Quimper fut prise par le Conseil général du Finistère ; mais elle ne fut jamais construite.

#### Une vie politique parfois agitée
En réponse à une enquête épiscopale organisée en 1902 par François Dubillard, évêque de Quimper et de Léon en raison de la politique alors menée par le gouvernement d'Émile Combes contre l'utilisation du breton par les membres du clergé, le desservant de Plogastel-Saint-Germain, écrit : « Parmi ceux qui vont régulièrement à la messe, il n'y a pas une demi-douzaine à ne pas comprendre le breton ».
En 1903, un rapport du commissaire de police de Quimper indique « que l'on peut évaluer au sixième de la population la proportion de ceux qui savent et comprennent la langue nationale », et que « leur nombre se grossit des familles de fonctionnaires dont la plupart ne savent pas le breton ou très peu ».
Le journal La Lanterne de Boquillon écrit en 1905 que l'école des filles de Plogastel-Saint-Germain possède « une institutrice laïque qui vaut, à elle seule, une demi-douzaine de bonnes sœurs. Sa classe est une succursale de l'Église où l'on apprend le catéchisme en breton, où la journée se passe en prières ».
L'opposition entre les « Blancs », majoritaires parmi les électeurs ruraux, et les « Rouges », majoritaires parmi les marins, fut longtemps très forte : en 1910, le marquis de L'Estourbeillon, député royaliste, dénonce les incidents survenus lors des élections législatives dans la deuxième circonscription de Quimper : « ce furent les voies d'accès aux salles de vote et même aux bourgs gardés par des groupes d'individus menaçant et frappant les électeurs ruraux qui venaient voter comme à Treffiagat, Peumerit et Plozévet ; des bureaux et des urnes pris violemment et gardés par des bandes de marins étrangers aux sections de vote, comme à Plobannalec, pour empêcher le vote des cultivateurs. (...) Ce n'est pas tout. Il y eut aussi des voies de fait (...), [une] agression même contre un des candidats, l'honorable M. de Servigny, dans la commune de Peumerit, [des] coups et blessures à Plogastel-Saint-Germain (...) ».
En 1913, le journal La Croix écrit : « (...) À tous les scrutins dans les communes de Plogastel, Plozévet, Plovan, Peumerit, où règnent par la terreur et par la fraude les partisans de M. Le Bail. Jets de poivre, coups de poing, coups de pied, coups de triques, tout est bon pour faire autour de l'urne un vide propice aux substitutions de bulletins ou pour en écarter l'électeur suspect de sympathie à l'égard du candidat adverse ».

#### La Première Guerre mondiale

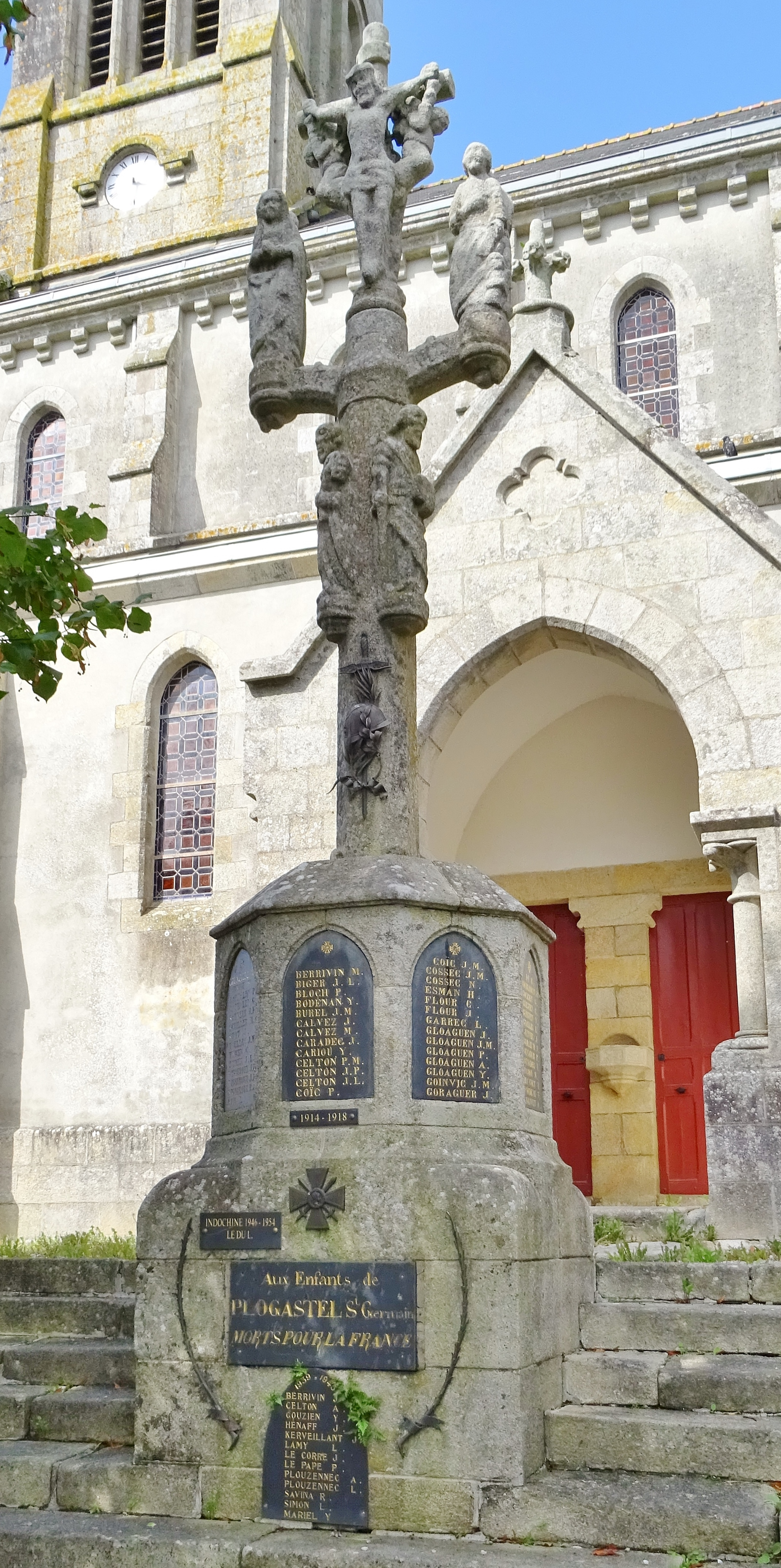
Le monument aux morts, placé sur le calvaire de l'église paroissiale.

En septembre 1916, le journal La Dépêche de Brest et de l'Ouest écrit que « la généreuse population de Plogastel-Saint-Germain » a offert à divers hôpitaux, notamment l'hôpital temporaire 28 de Quimper, qui accueille des blessés de guerre, plus de 100 dons (580 mottes de beurre, 325 douzaines d'œufs, etc..).
Le monument aux morts de Plogastel-Saint-Germain, édifié en 1921 par l'architecte Charles Chaussepied, porte les noms de 111 soldats et marins originaires de la commune morts pour la France pendant la Première Guerre mondiale ; deux au moins (Jean Pierre Jaouen, Jean Le Meur) sont des marins disparus en mer ; cinq moins sont morts en Belgique (dont quatre, Jean Celton, Jean Coïc, Pierre Le Berre et René Le Berre, dès 1914 et Alain Nicolas en 1918) ; Corentin Tymen est mort en Turquie en 1915 lors de la Bataille des Dardanelles ; la plupart des autres sont morts sur le sol français à l'exception d'Alain Goff, mort à Munich en 1917 alors qu'il était prisonnier en Allemagne et de Corentin Loussouarn, soldat de l'Armée de l'air, mort en Allemagne le 19 mars 1919, donc après l'armistice.

#### L'Entre-deux-guerres

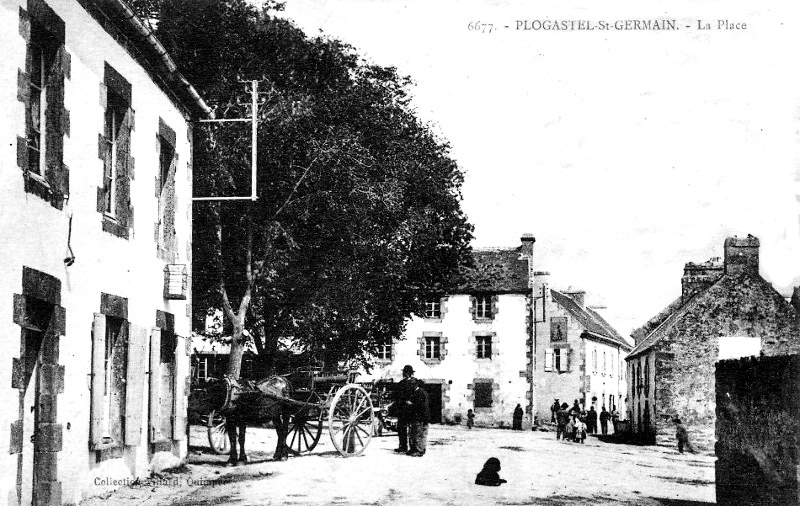
La place centrale du bourg de Plogastel-Saint-Germain vers 1925 (carte postale Villard).
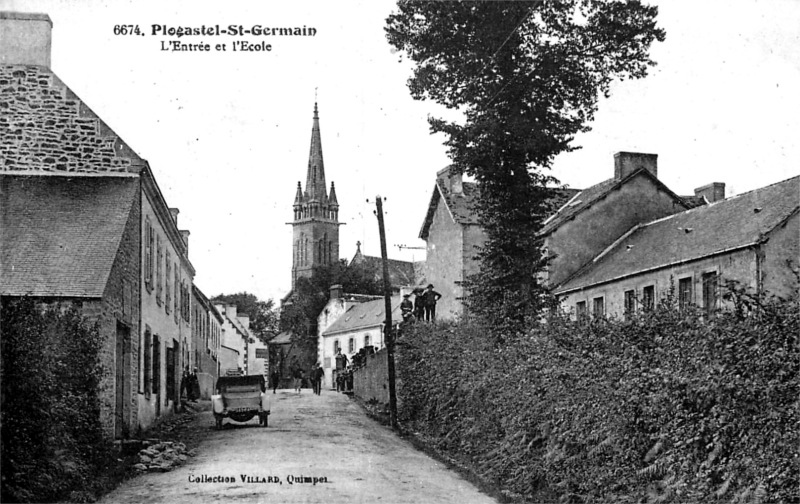
Plogastel-Saint-Germain : le bourg vers 1925 (église et école).
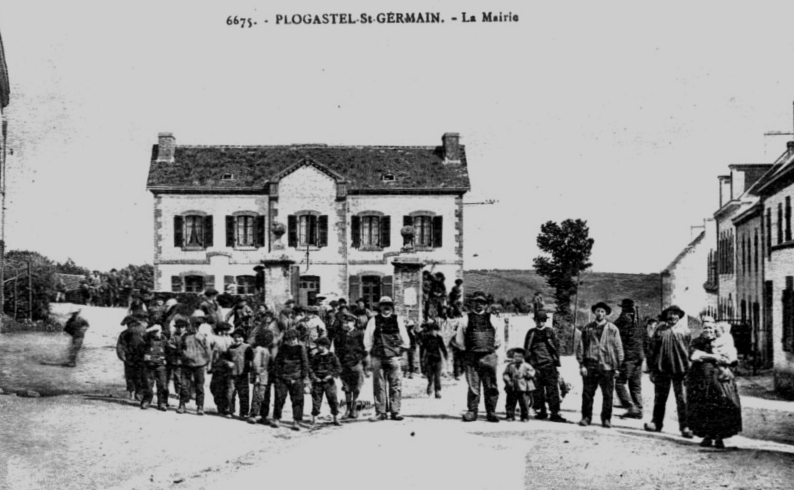
Habitants de Plogastel devant la mairie vers 1925 (carte postale).
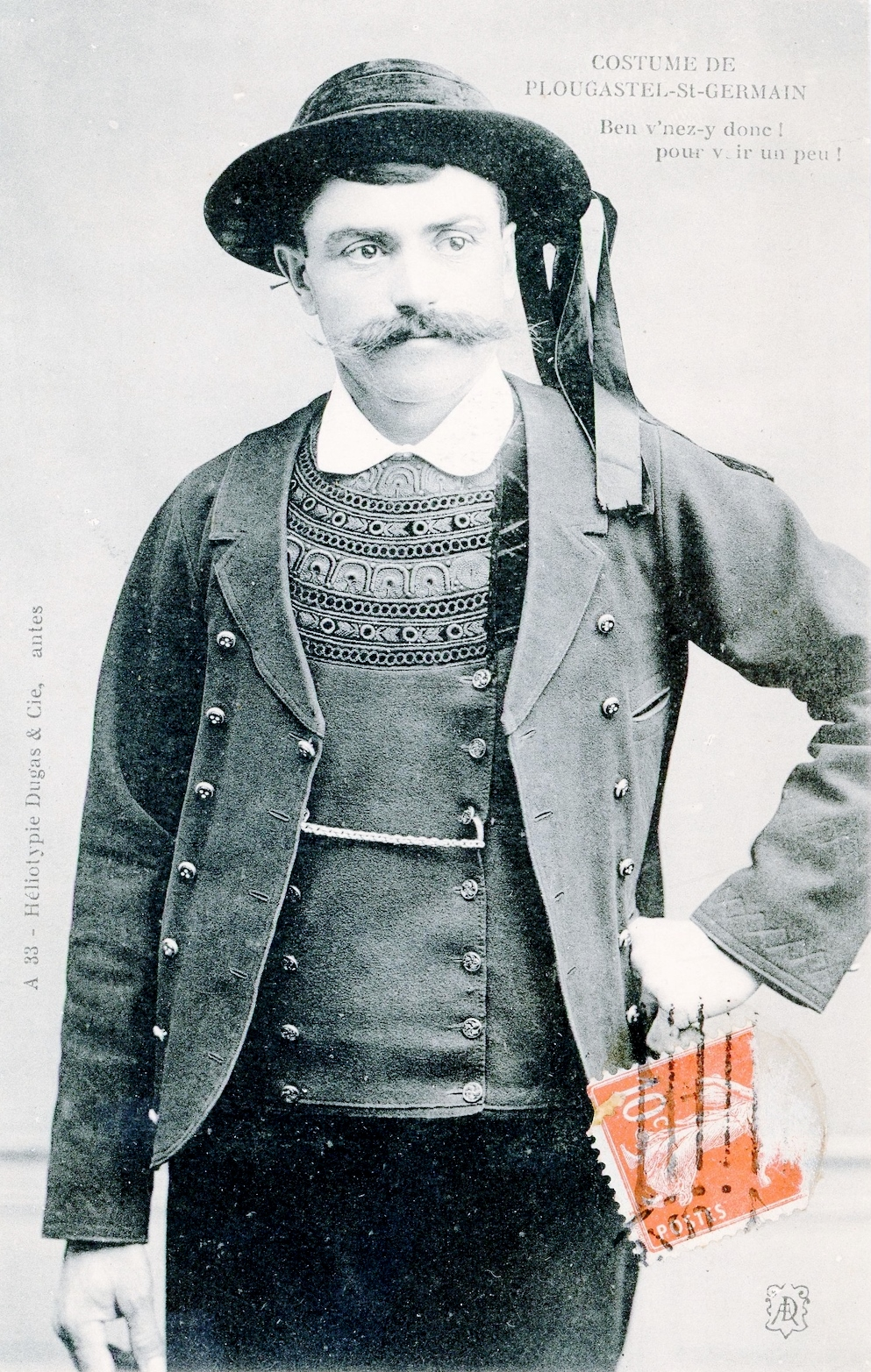
Costume traditionnel de Plogastel-Saint-Germain.

L'école mixte de Saint-Germain est inaugurée le 9 octobre 1932 : « Les classes sont vastes et bien éclairées et très aérées, les logements des professeurs sont confortables, la cour de récréation est spacieuse et protégée des vents trop froids, les deux préaux sont assez grands pour mettre les élèves à l'abri les mauvais jours, toutes les commodités ont été judicieusement étudiées »,.
En août 1936 un arrêté préfectoral entérine la création d'un syndicat en vue de l'électrification de la région, comprenant les communes de Landudec, Tréogat, Plonéis, Gourlizon, Plovan, Pouldergat, Peumerit, Guiler-sur-Goyen, Plogastel-Saint-Germain et Pouldreuzic ; « Nous espérons que désormais la création de ce syndicat ne tardera guère et souhaitons que 1937 nous apporte l'électricité tant attendue ».

#### La Seconde Guerre mondiale
Les premiers soldats allemands vus dans la commune arrivent le 18 juin 1940 à bord d'un side-car, mais c'est deux jours plus tard qu'ils arrivent en nombre au bourg, et installent une batterie de canons pour dissuader toute résistance. La kommandantur s'installe au manoir du Hilguy, qui disposait de haras pour les chevaux ; les écoles et la salle de bal sont réquisitionnées ainsi que des bâtiments de la ferme Le Corre, située dans le bourg. Plogastel-Saint-Germain étant dans la zone interdite (bande littorale large de 20 km), le contrôle des déplacements est très strict et des habitants sont enrôlés d'office pour la construction du Mur de l'Atlantique ; un couvre-feu est installé à partir de 21 heures. Trois postes commandent, à l'aide de chevaux de frise et de mitrailleuses, les trois accès au bourg, à partir de 1943.
Le monument aux morts porte les noms de treize personnes mortes pour la France pendant la Seconde Guerre mondiale dont deux au moins (René Savina, Louis Simon) sont des marins disparus en mer. Pierre Plouzennec, résistant âgé de 24 ans, fut fusillé dans les dunes du Poulguen à Penmarch fin avril ou début mai 1944.
Louis Bars, né le 31 juillet 1914 à Plovan, artilleur rescapé des combats de la Poche de Dunkerque en juin 1940, s'engagea à partir de 1943 dans la Résistance (dans la compagnie FFI de Plogastel-Saint-Germain où il devint lieutenant, adjoint du capitaine Rideau, alias Angely). Il fut grièvement blessé à la tête lors des combats de Lezongar en septembre 1944. Il fit après la guerre une carrière militaire, devint colonel. Titulaire de nombreuses décorations, dont la Légion d'honneur, il est décédé le 15 juillet 2014 à Plogastel-Saint-Germain.
Les Allemands quittèrent le Hilguy le 4 août 1944, abandonnant sur place matériel électrique et téléphonique, véhicules, etc.. ; ils mitraillent et lancent des grenades dans le salon du manoir avant de partir.

#### L'après Seconde Guerre mondiale
Un soldat originaire de Plogastel-Saint-Germain, Laurent Le Du est mort pour la France en 1954 pendant la Guerre d'Indochine.
En 1961 le hameau de Keryavec, qui dépendait de la commune de Peumerit, a été annexé par celle de Plogastel-Saint-Germain.
En 1977-1978 la municipalité de Plogastel-Saint-Germain envisage de procéder à un remembrement des terres agricoles, mais une pétition contre le remembrement recueille 152 signatures de propriétaires et locataires de terres, ce qui met le projet en échec. Le nombre des exploitations agricoles dans la commune est passé d'une centaine en 1977 à une quinzaine en 2023.

## Politique et administration

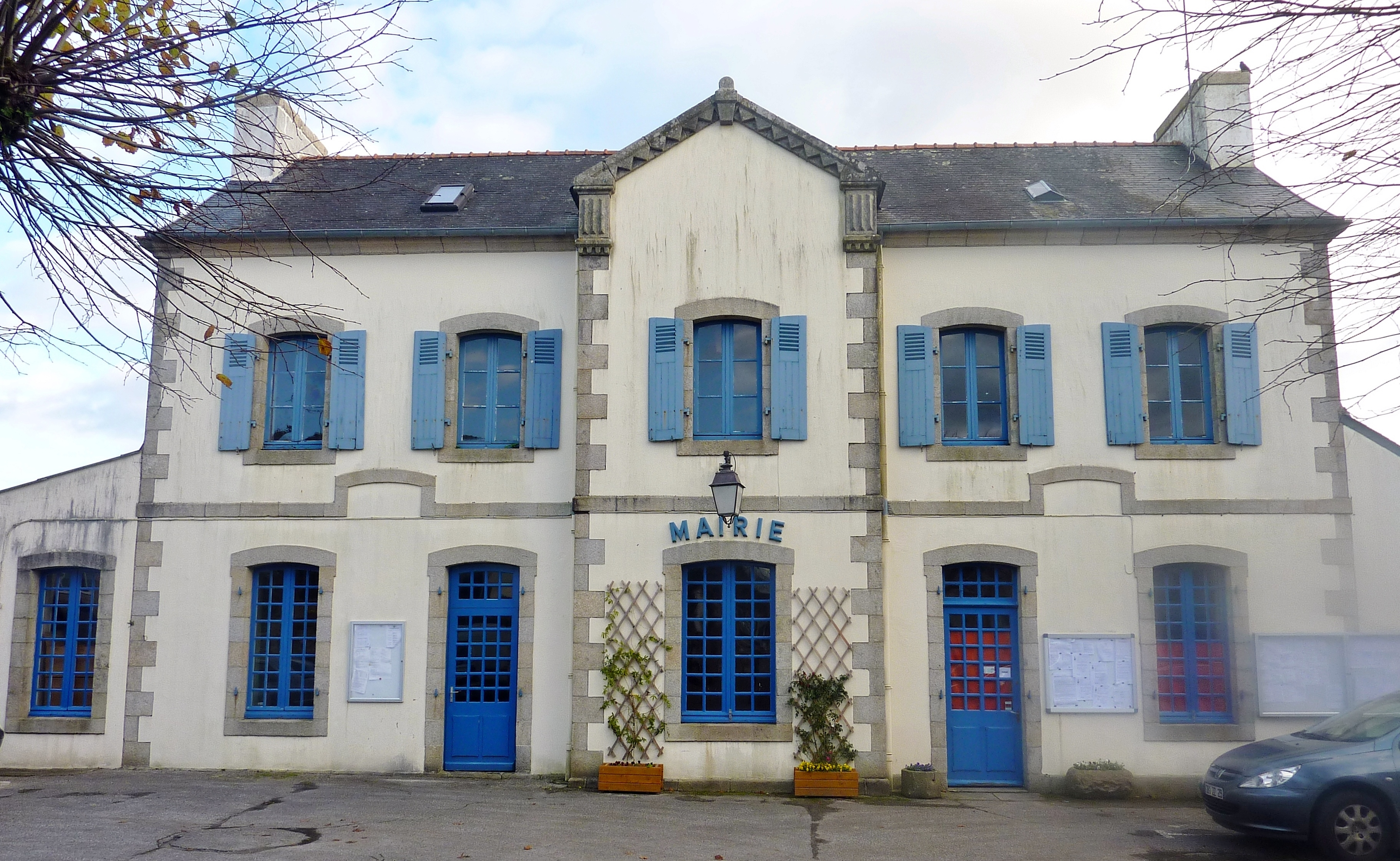
La mairie de Plogastel-Saint-Germain.

## Population et société

### Démographie
L'évolution du nombre d'habitants est connue à travers les recensements de la population effectués dans la commune depuis 1793. Pour les communes de moins de 10 000 habitants, une enquête de recensement portant sur toute la population est réalisée tous les cinq ans, les populations de référence des années intermédiaires étant quant à elles estimées par interpolation ou extrapolation. Pour la commune, le premier recensement exhaustif entrant dans le cadre du nouveau dispositif a été réalisé en 2008.
En 2022, la commune comptait 2 016 habitants, en évolution de +4,51 % par rapport à 2016 (Finistère : +2,16 %, France hors Mayotte : +2,11 %).
| 1793 | 1800  | 1806  | 1821  | 1831  | 1836  | 1841  | 1846  | 1851  |
| ---- | ----- | ----- | ----- | ----- | ----- | ----- | ----- | ----- |
| 803  | 1 049 | 1 016 | 1 130 | 1 339 | 1 447 | 1 596 | 1 671 | 1 712 |

| 1856  | 1861  | 1866  | 1872  | 1876  | 1881  | 1886  | 1891  | 1896  |
| ----- | ----- | ----- | ----- | ----- | ----- | ----- | ----- | ----- |
| 1 728 | 1 664 | 1 769 | 1 704 | 1 889 | 1 943 | 2 090 | 2 114 | 2 122 |

| 1901  | 1906  | 1911  | 1921  | 1926  | 1931  | 1936  | 1946  | 1954  |
| ----- | ----- | ----- | ----- | ----- | ----- | ----- | ----- | ----- |
| 2 180 | 2 279 | 2 317 | 2 311 | 2 190 | 2 060 | 2 020 | 2 036 | 1 787 |

| 1962  | 1968  | 1975  | 1982  | 1990  | 1999  | 2006  | 2008  | 2013  |
| ----- | ----- | ----- | ----- | ----- | ----- | ----- | ----- | ----- |
| 1 677 | 1 521 | 1 656 | 1 615 | 1 687 | 1 691 | 1 768 | 1 790 | 1 866 |

| 2018  | 2022  | - | - | - | - | - | - | - |
| ----- | ----- | - | - | - | - | - | - | - |
| 1 978 | 2 016 | - | - | - | - | - | - | - |

### Enseignement
L'école Diwan qui enseigne en langue bretonne, créée à Plogastell-Saint-Germain en septembre 2010, a accueilli lors de la rentrée 2019, 46 élèves (soit 22,2 % des enfants de la commune inscrits dans le primaire).

## Culture locale et patrimoine

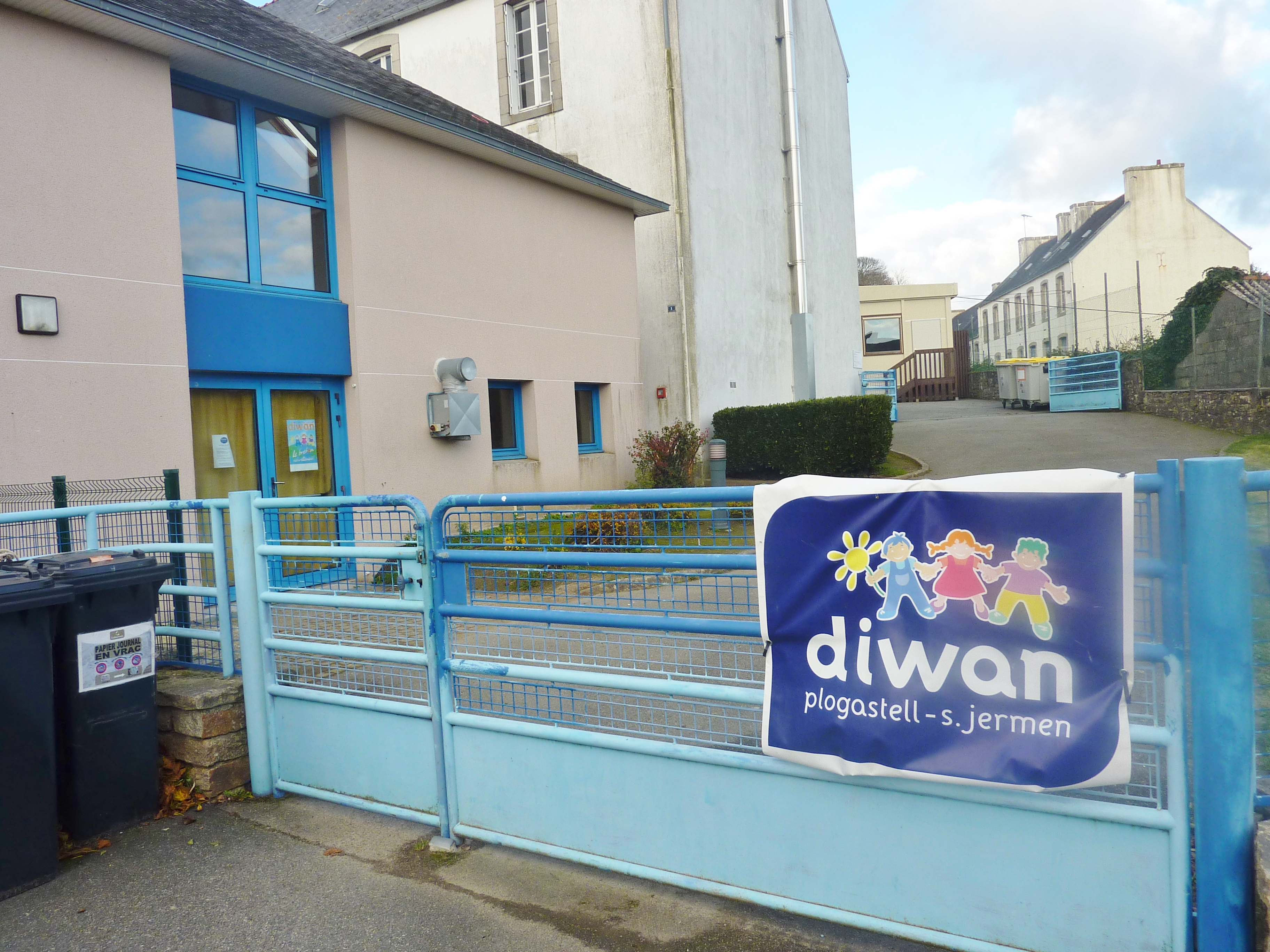
L'école Diwan de Plogastel-Saint-Germain.

### Langue bretonne
Mercredi 02 février 2022, la commune devient la 228e ville de la Bretagne historique à signer la charte "Ya d'ar Brezhoneg" de l'Office public de la langue bretonne. Cette charte a pour but la promotion de la langue bretonne dans le domaine public. La ville a signé la charte pour la certification de niveau 2. Elle doit, par exemple, développé le bilinguisme dans les entêtes pour les documents de communications de la mairie, ou encore développé une collection bretonne pour la bibliothèque municipale.

### Lieux et monuments

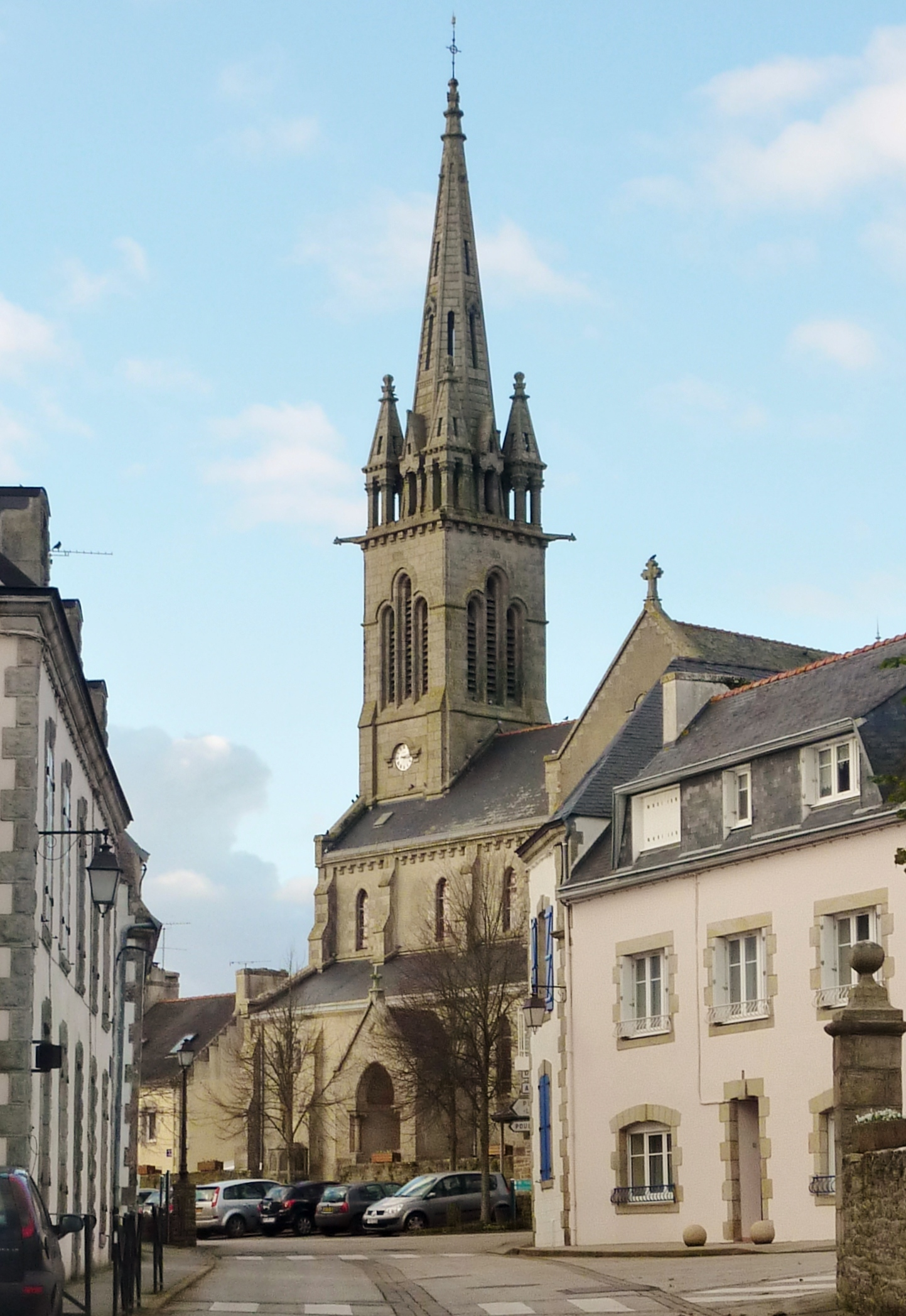
L'église paroissiale Saint-Pierre vue du sud-ouest.

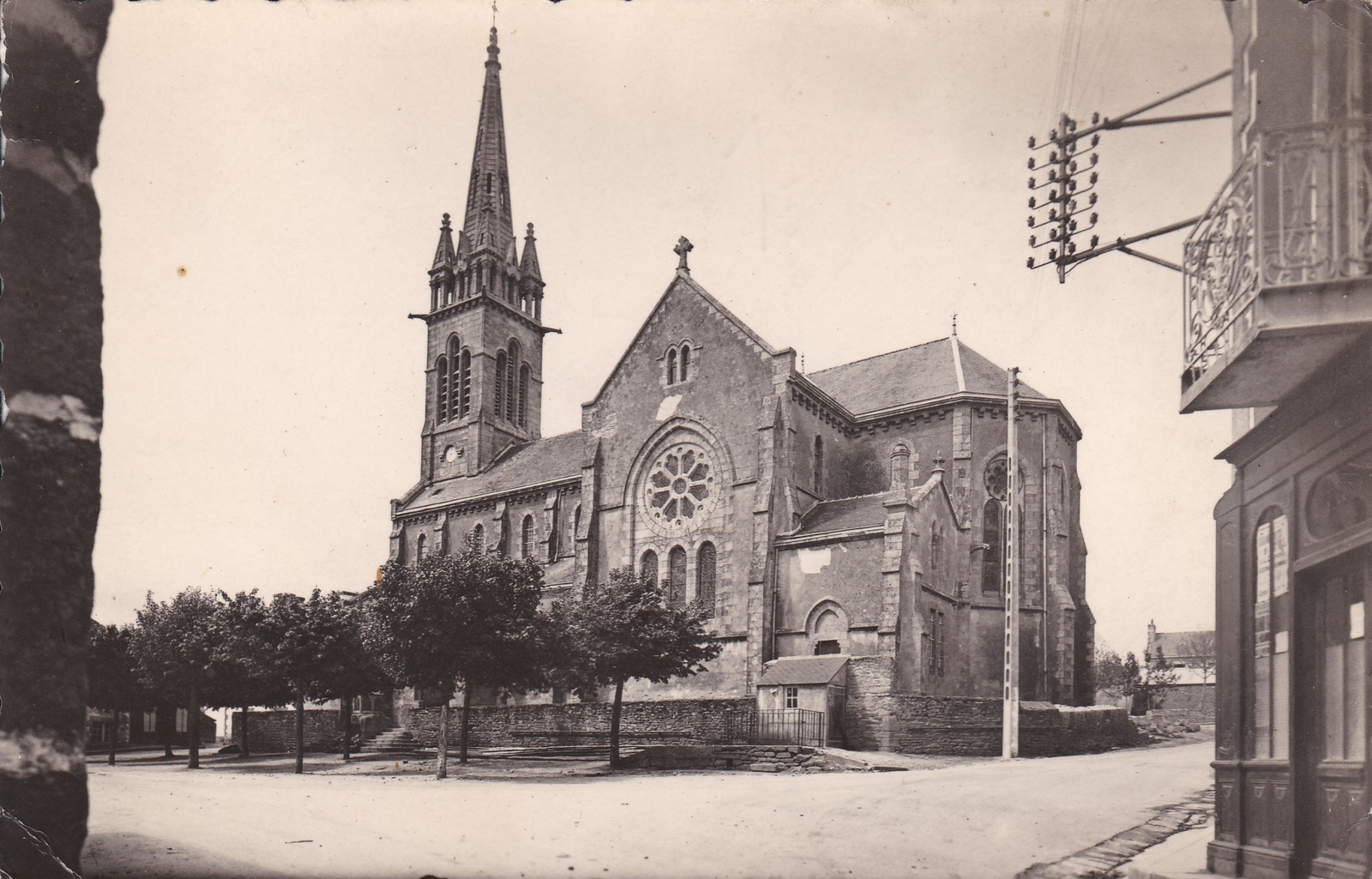
L'église paroissiale Saint-Pierre en 1950.

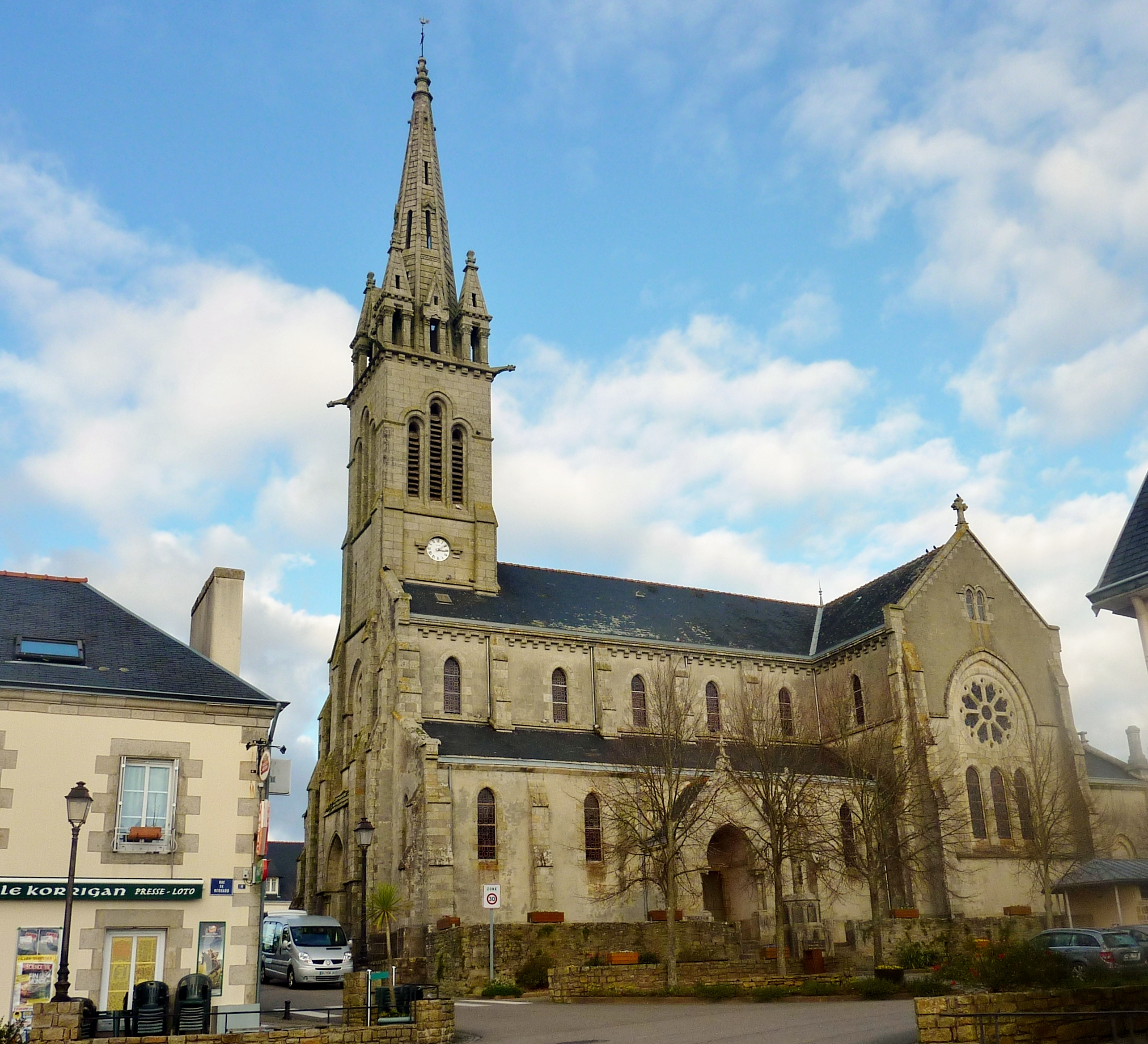
Église paroissiale Saint-Pierre, vue extérieure d'ensemble.

- L'église paroissiale Saint-Pierre a été reconstruite sur les plans du chanoine Abgrall de 1878 à 1880. Le clocher n'a été terminé qu'en 1897. L'édifice comprend une nef de quatre travées avec bas-côtés, un transept et un chœur à chevet polygonal. L'église abrite les statues de saint Corentin et saint Herbot. À signaler que la vieille église n'avait pas l'aspect monumental du vaste édifice qui l'a remplacée. Le dimanche 21 février 1773, Jacques Loden, fabricien en charge, remontra « que l'église manquant de réparations, on ne pouvait mieux faire que de tirer parti des 35 arbres de frêne qui sont sur le cimetière et autour de l'église, d'autant plus que les dits arbres, pour la plupart, sont sur le retour, offusquent l'église et pourraient même occasionner de fortes dépenses, si par leur chute ils venaient à tomber sur l'église et eu égard encore que le terrain pour les sépultures se trouve étroit. Ce que considérant, les délibérants ont chargé Jacques Loden d'en donner avis au grand-maître des eaux, bois et forêts et d'en tirer la permission de les exploiter d'autant plus que la paroisse trouve des acquéreurs qui se chargent des frais de la déclaration »[80]. L'ancienne église était très obscure, même en plein midi. En 1774, au décès du recteur Brélivet, les réparations nécessaires au chœur et au chancel sont évaluées à 650 livres. Cette charge incombant au décimateur, les héritiers du défunt recteur, pour éviter tout litige, paient à la paroisse la somme de 775 livres. Mais le général et le nouveau recteur Mathieu Colliou estiment que ces réparations seront inutiles, si l'on n'a soin préalablement de surélever l'édifice. Ils pensent « qu'en laissant subsister le clocher qui est assez bon, on pourrait pour donner du jour et de la clarté à l'église, élever le chœur ainsi que la nef sur les anciens fondements » (délibération du 27 novembre 1774). Concernant les droits honorifiques respectifs des seigneurs du Quilliou et du Hilguy, en l'église paroissiale, le marquis de Plœuc premier prééminencier qualifiait lui-même la dame du Hilguy de fondatrice (délibération du 14 janvier 1770). Il semble que la supériorité revenait au seigneur du Quilliou. Dans le procès-verbal de la réception solennelle faite, le 28 mai 1775, au nouveau seigneur du Hilguy, en l'église de Plogastel-Saint-Germain, il est dit que ce seigneur « a son banc situé dans le chœur, à la droite » (délibération du 28 mai 1775). La place éminente à gauche, du côté de l'Évangile, devait donc être celle du seigneur du Quilliou.

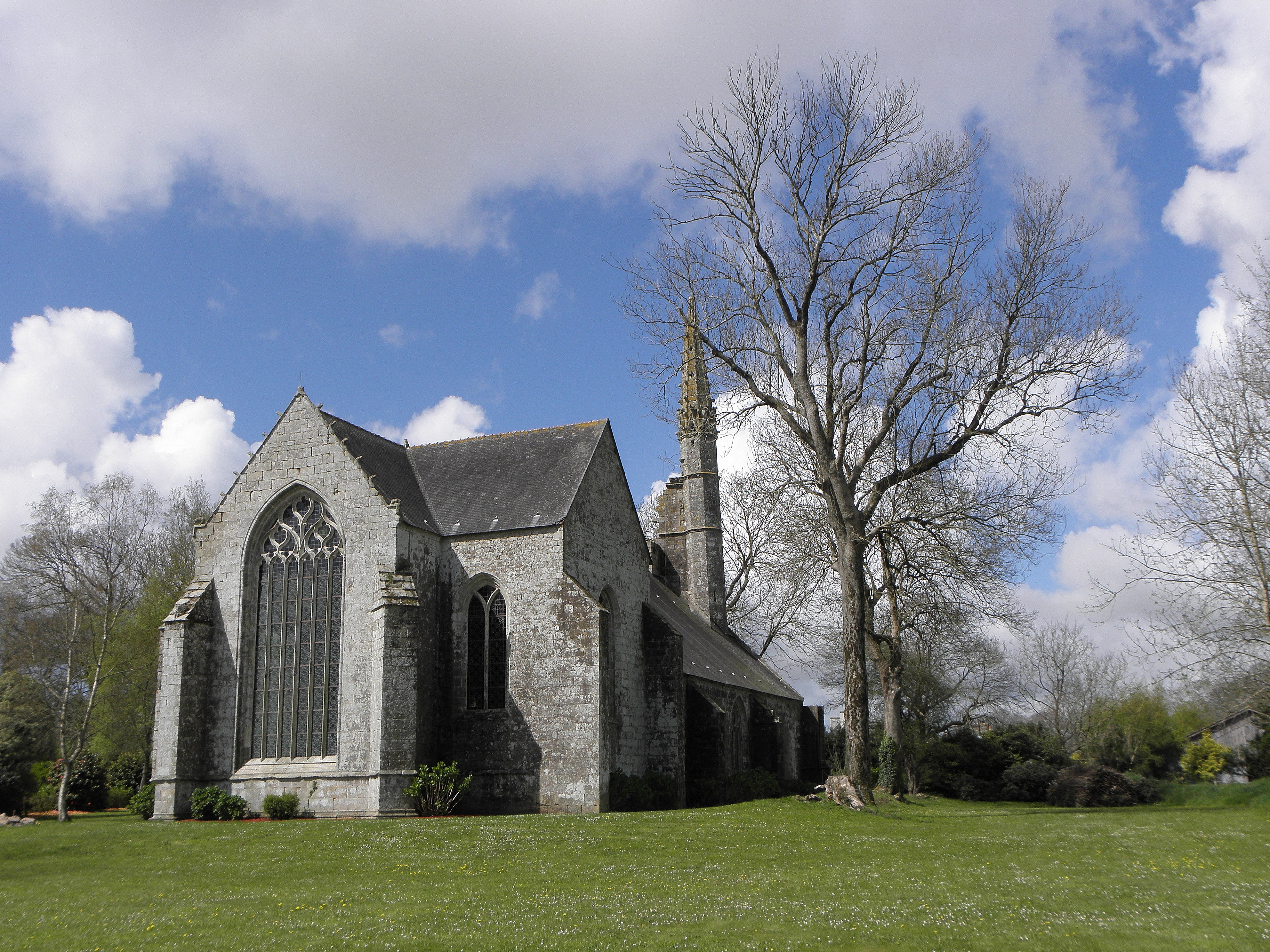
La chapelle Saint-Germain.

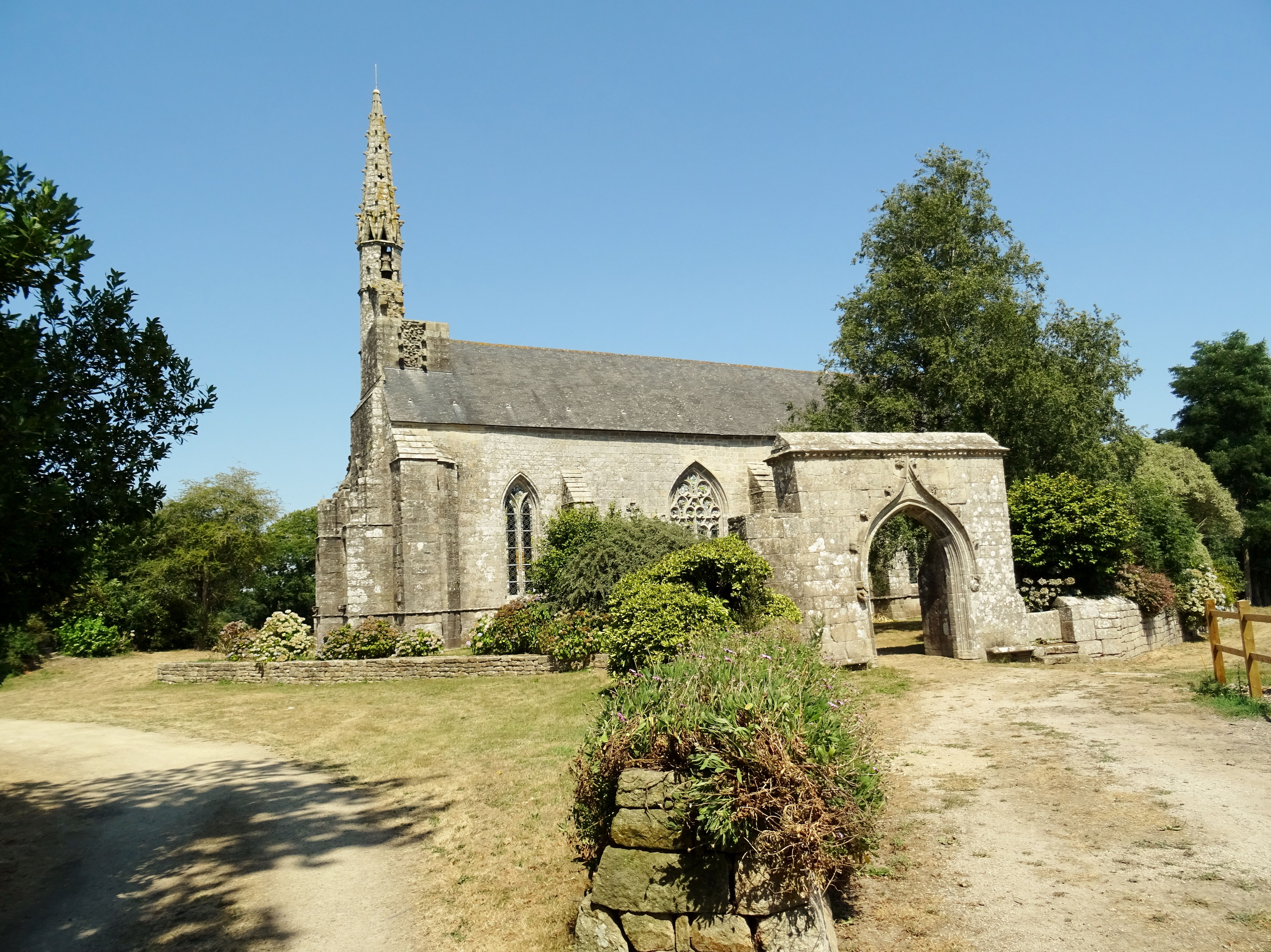
Chapelle Saint-Germain, vue extérieure d'ensemble.

- La chapelle Saint-Germain, dédiée à saint Germain l'Auxerrois, qui date des XVe et XVIe siècles, est plus ancienne que l'église paroissiale. C'est une ancienne chapelle tréviale (un curé y résidait qui y célébrait des enterrements et parfois des mariages). La partie orientale la chapelle est percée d'une immense baie, un tympan de style flamboyant datant de la période 1500-1510 ; la partie occidentale est un peu plus tardive (après 1530) et était surmontée d'un clocher qui devait être monumental, mais qui s'écroula en 1846, et il ne subsiste plus actuellement qu'un seul de ses deux clochetons ; la façade sud de la chapelle est percée de deux portes gothiques à archivolte feuillagée et de fenêtres dont l'une a un tympan dessinant trois fleurs de lys ; le pignon ouest (la façade) possède une porte décorée d'une quadruple archivolte ornée de feuillages, vignes et pommes de pins. L'enclos de la chapelle, auquel on accède en passant sous un arc de granit (porte triomphale), correspond à l'ancien cimetière, dont subsistent trois arcades de l'ossuaire. Non loin de la chapelle, on voit un beau calvaire en granit daté du XVIe siècle, orné de diverses statues, dont une pietà. L'ensemble (chapelle, ossuaire et calvaire) est classé monument historique depuis 1915.

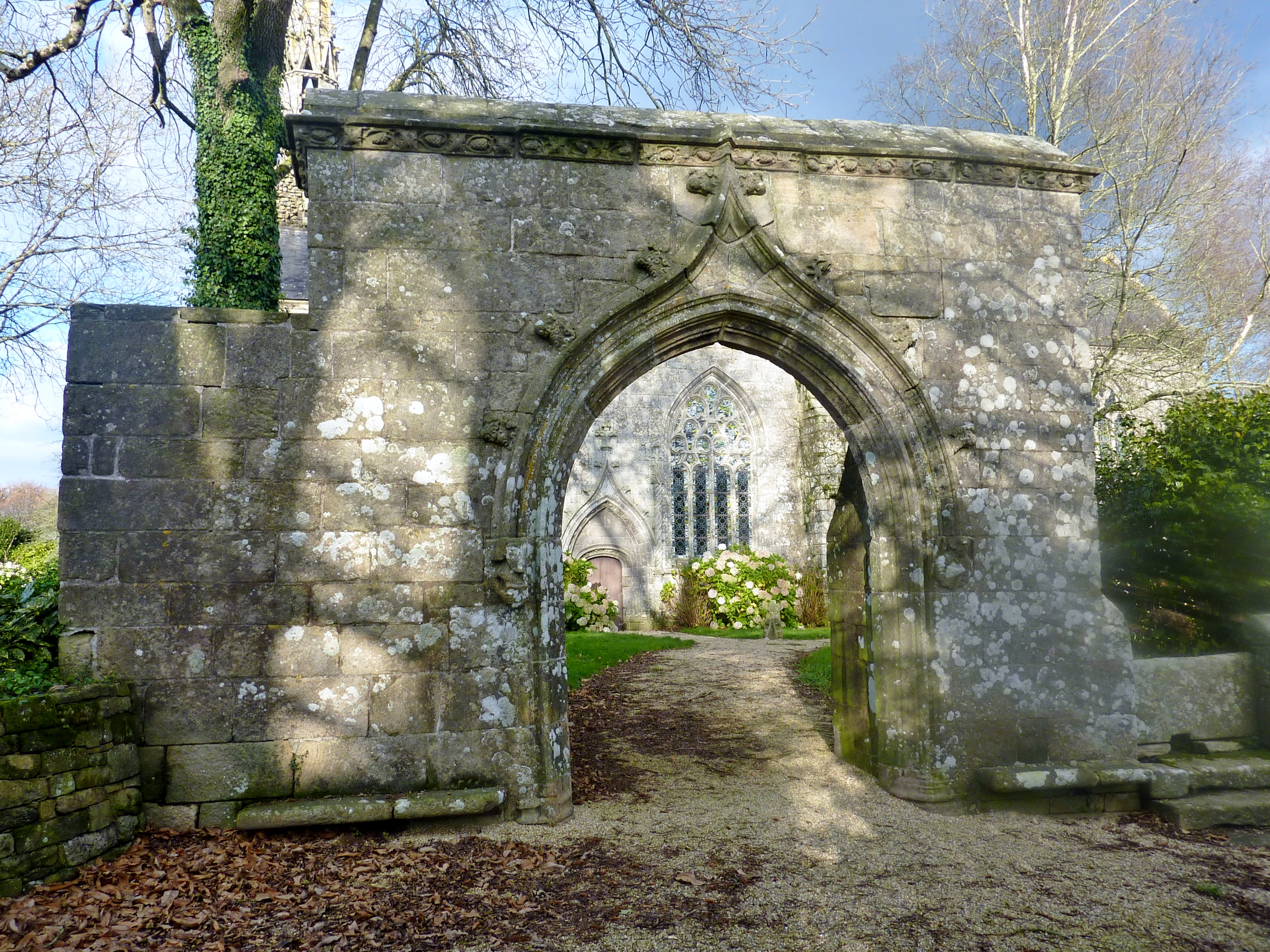
Chapelle Saint-Germain, porte triomphale à l'entrée du placître.
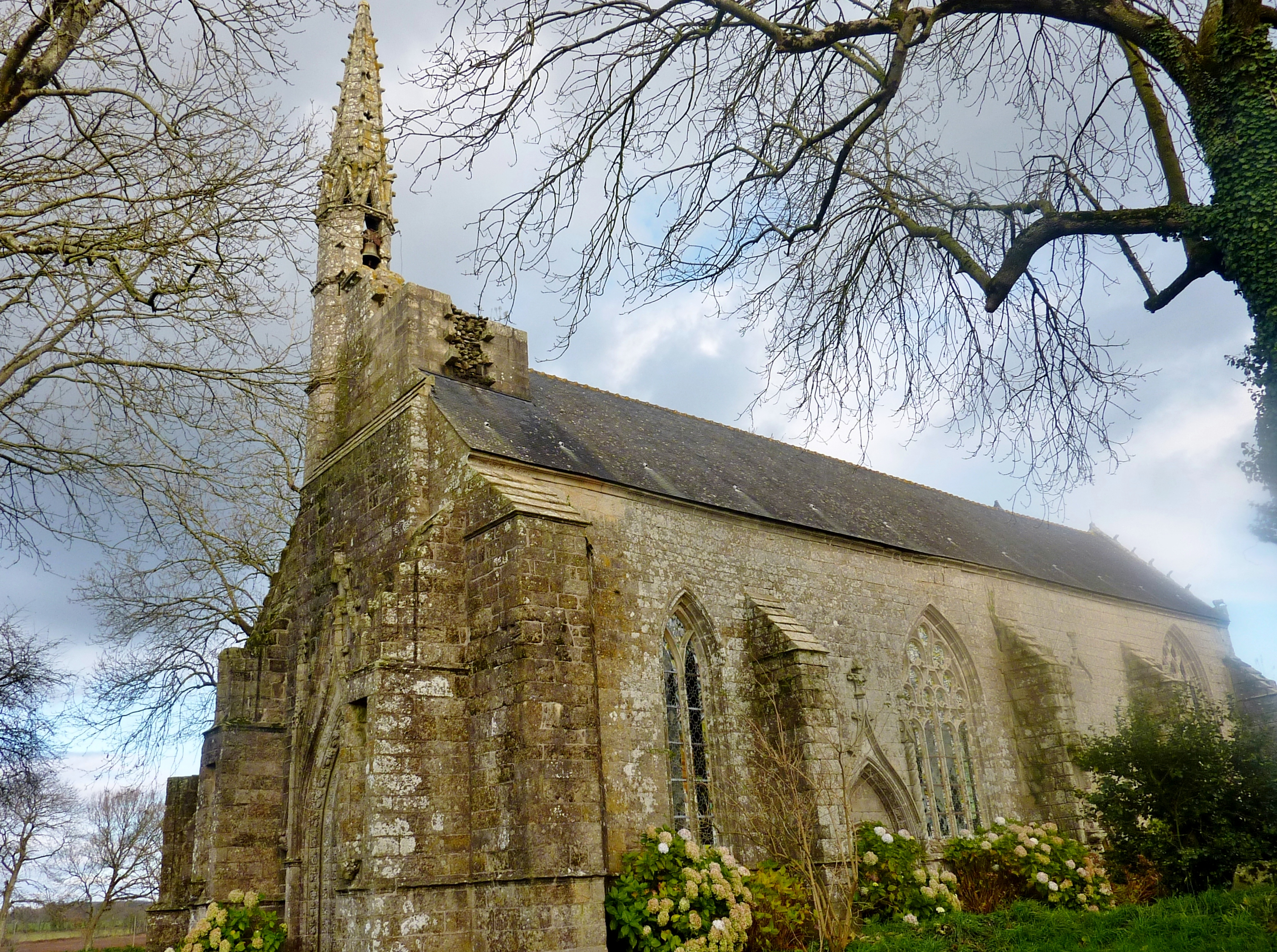
Chapelle Saint-Germain, vue extérieure d'ensemble depuis l'entrée du placître.
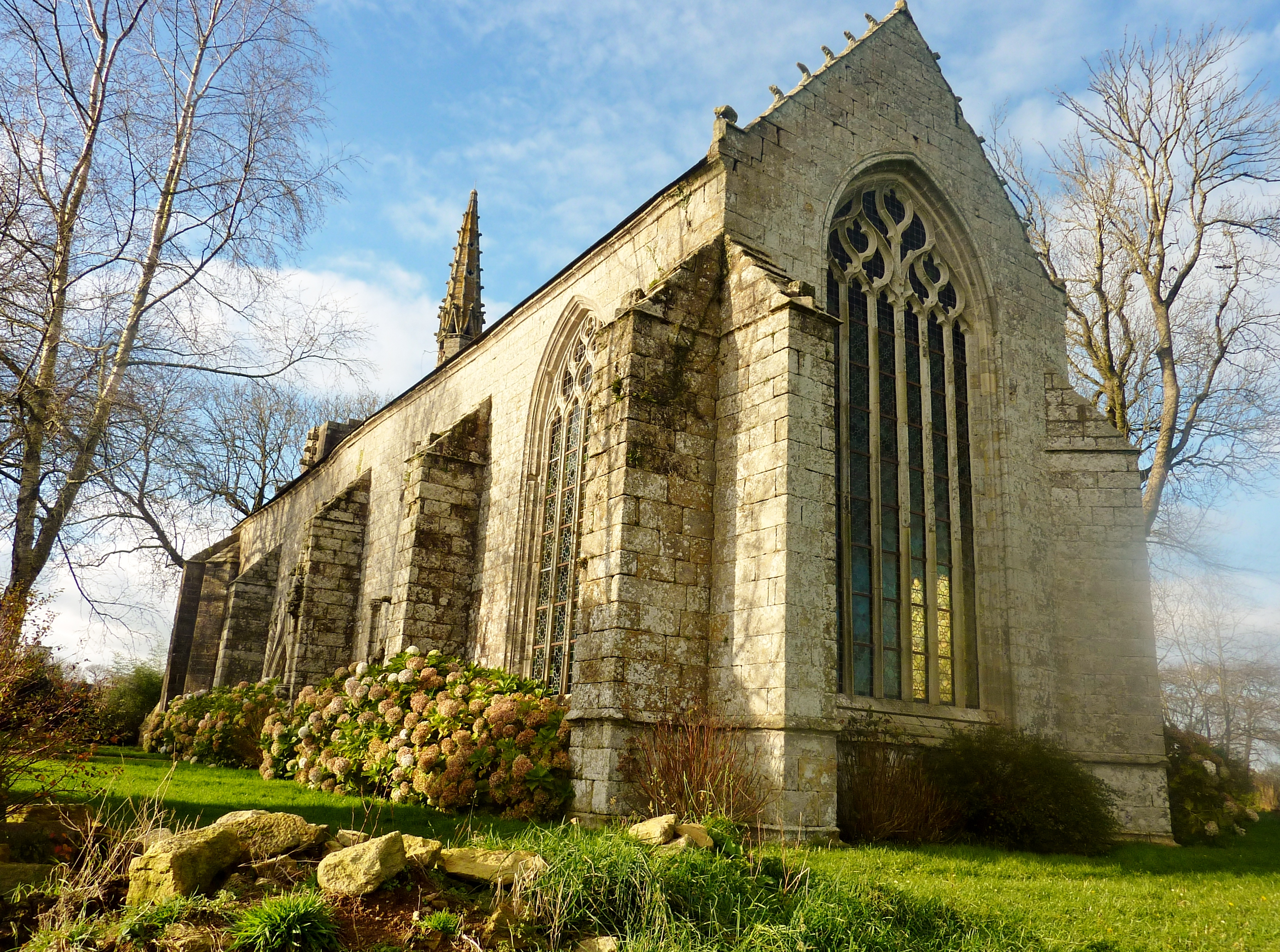
Chapelle Saint-Germain, vue extérieure d'ensemble depuis l'entrée du chevet.
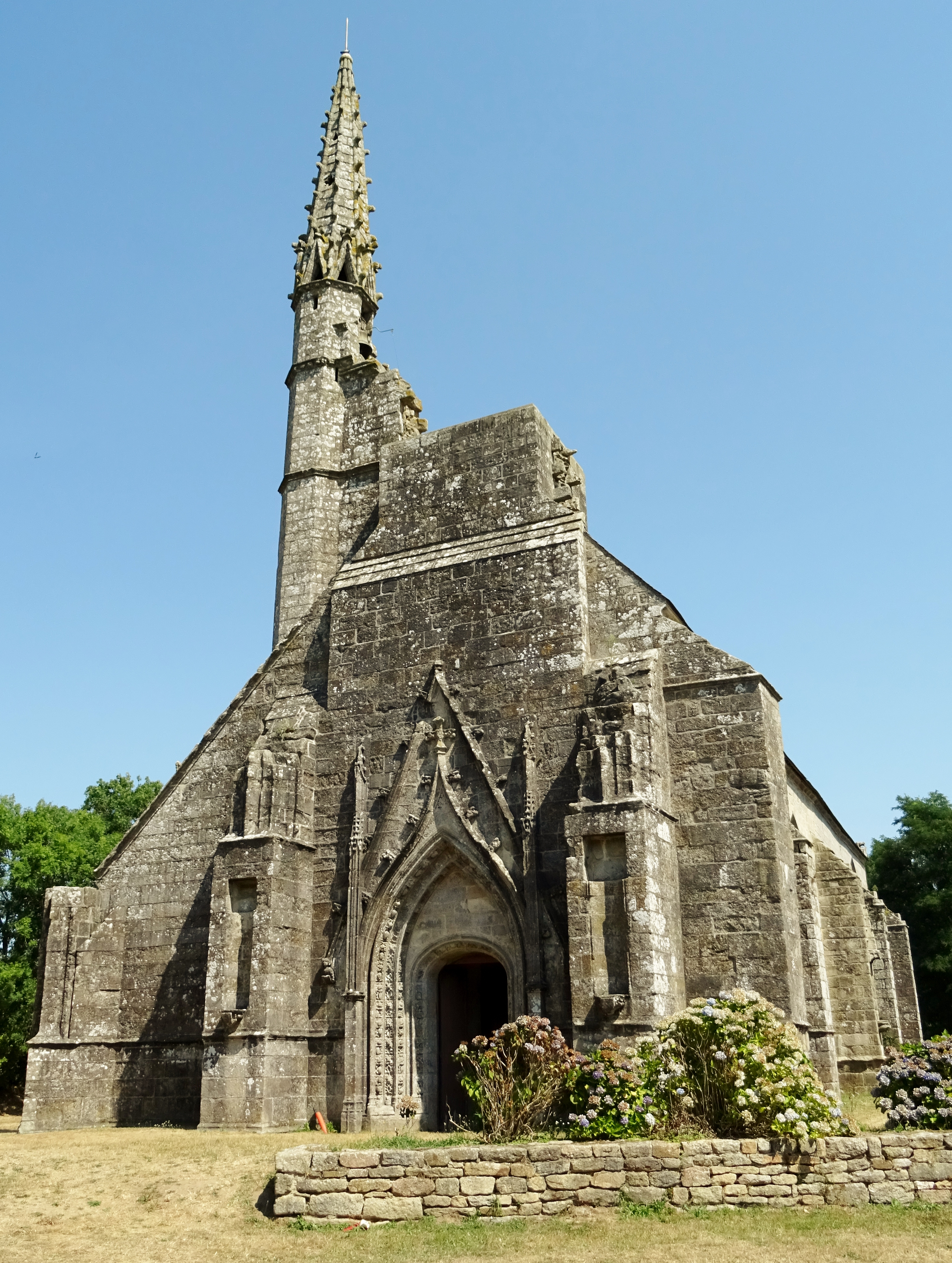
Chapelle Saint-Germain, façade (vue d'ensemble).
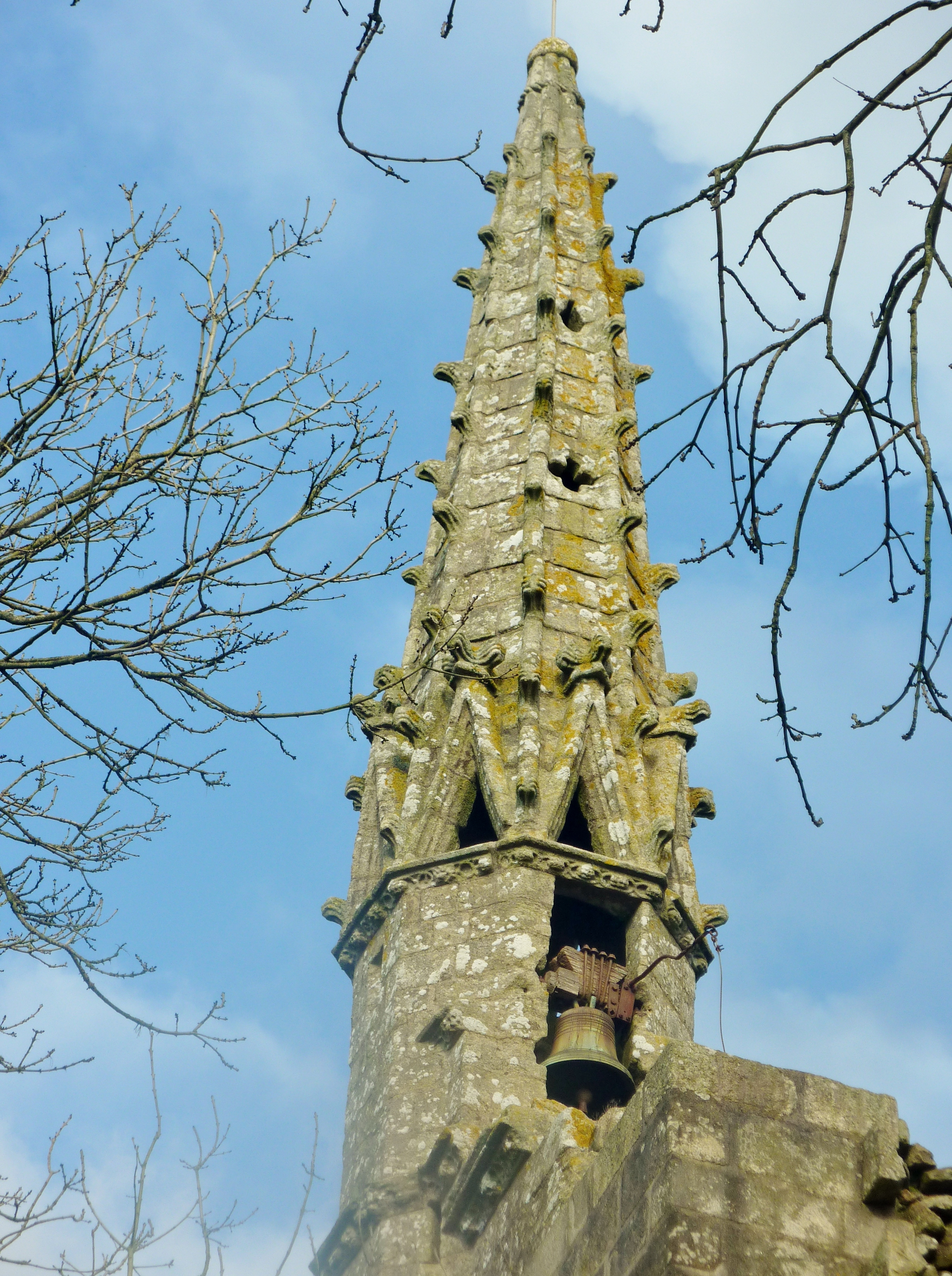
Chapelle Saint-Germain, le clocher.
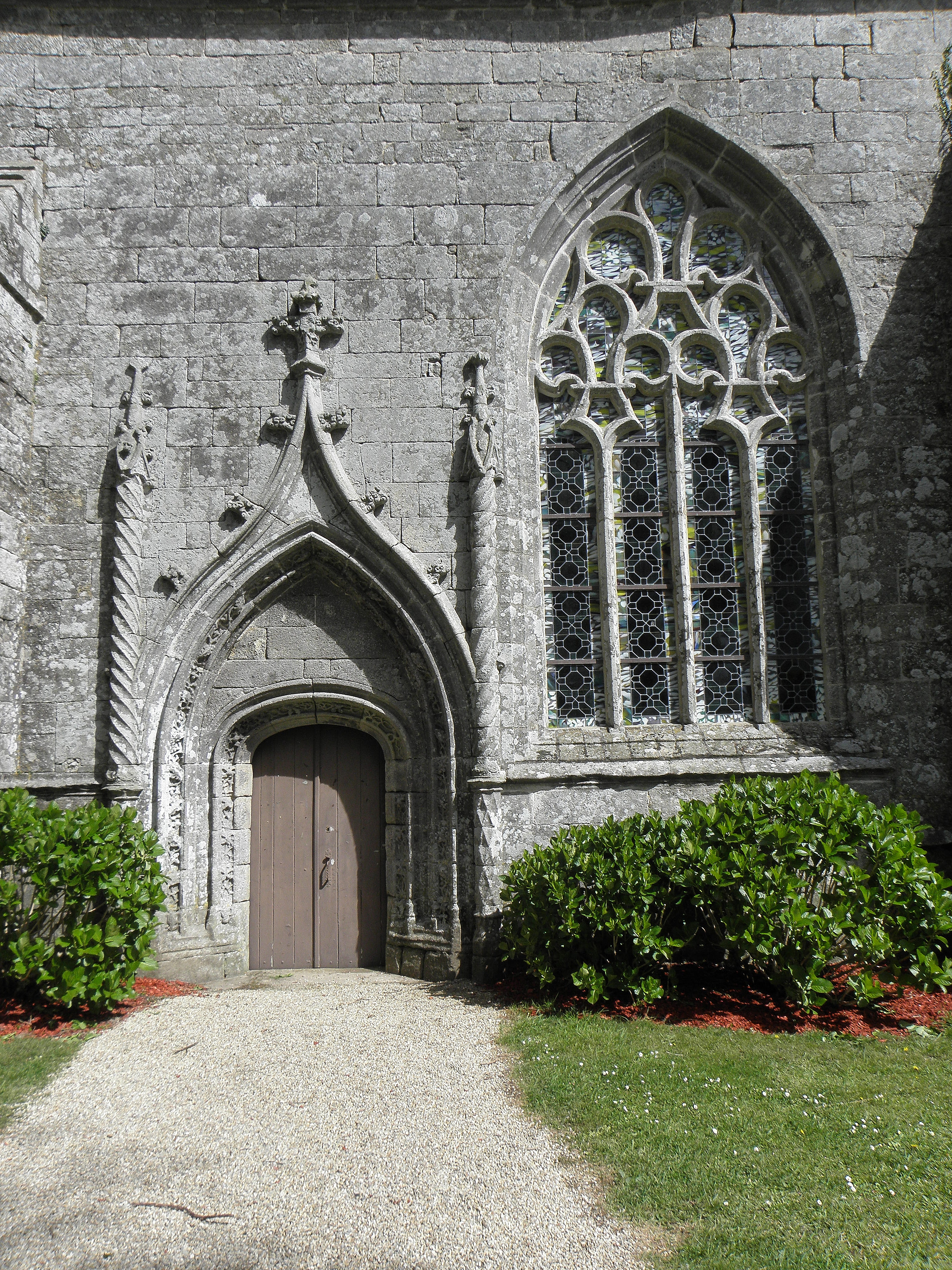
Chapelle Saint-Germain : porte méridionale et baie à trois fleurs de lys.

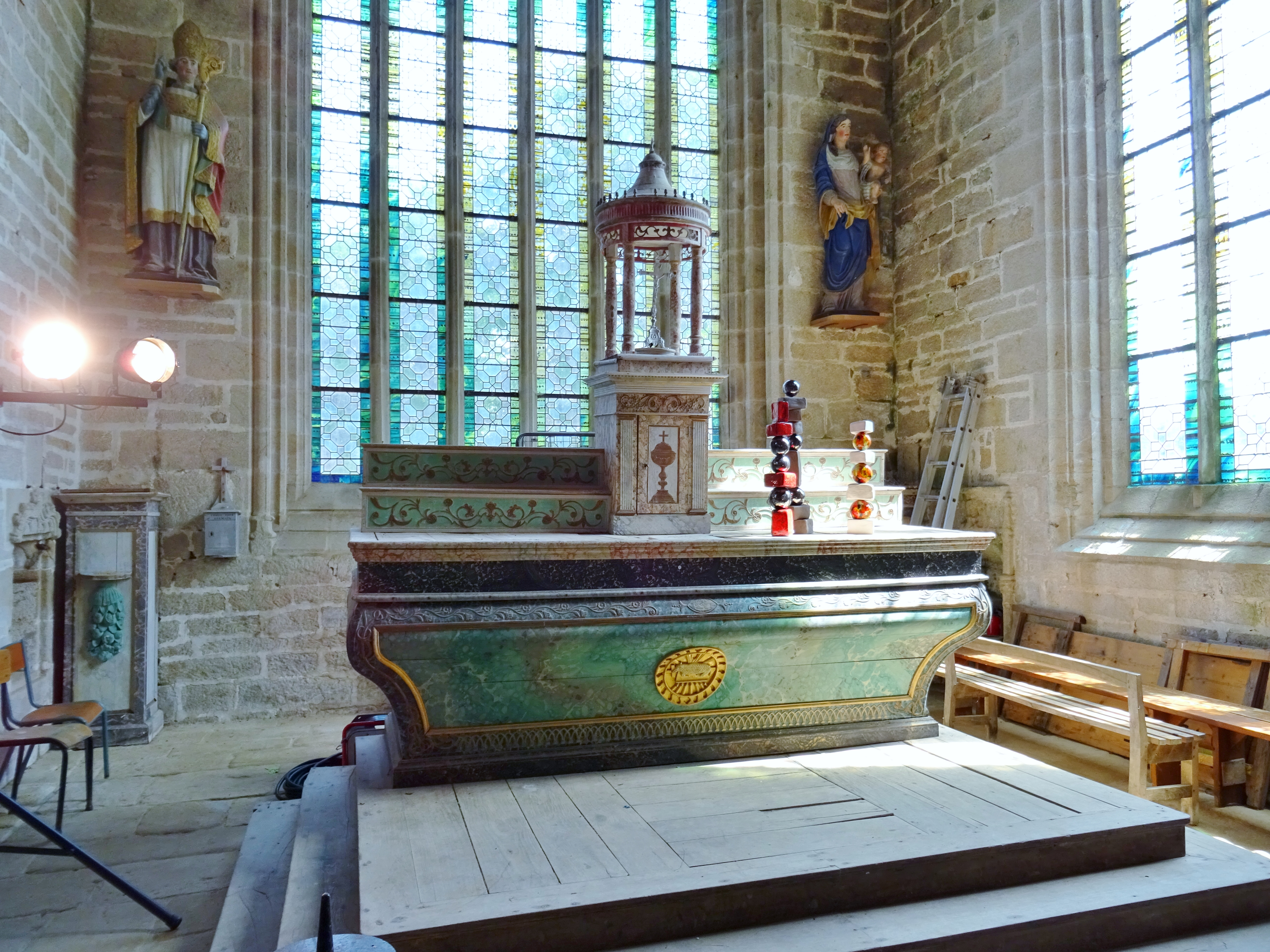
Chapelle Saint-Germain : le chœur et le maître-autel.
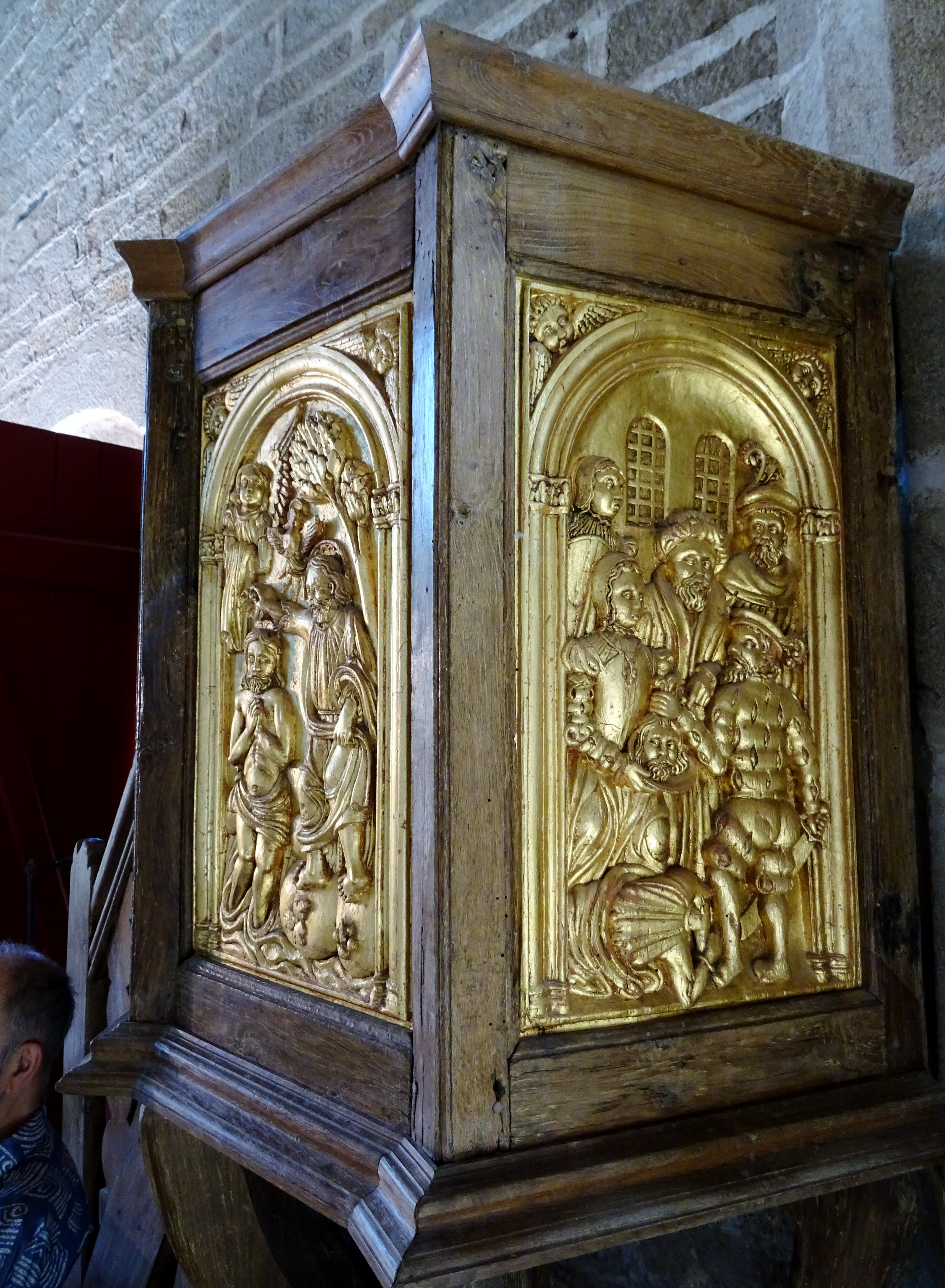
Chapelle Saint-Germain : la chaire à prêcher.
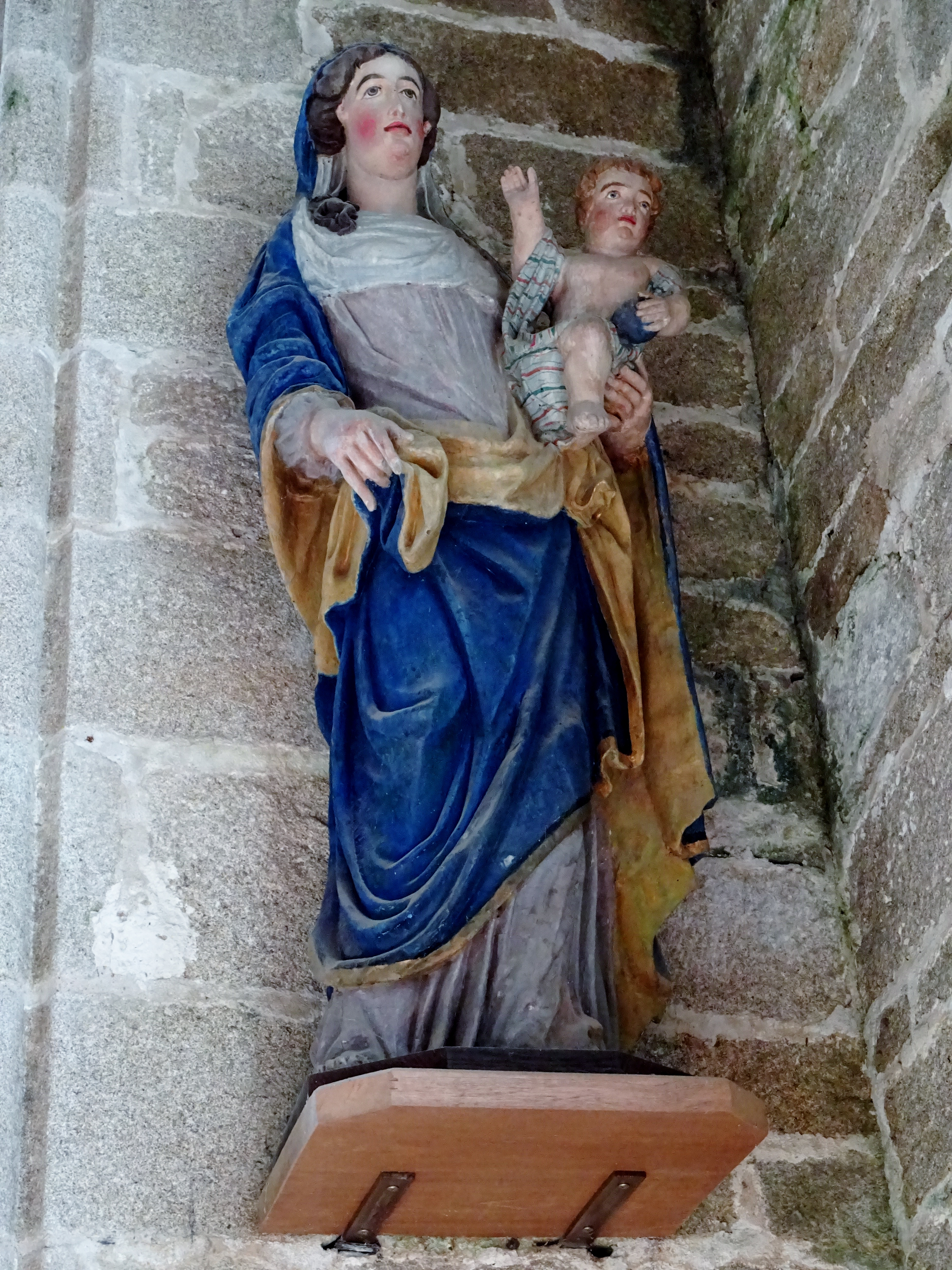
Chapelle Saint-Germain : Vierge à l'Enfant.
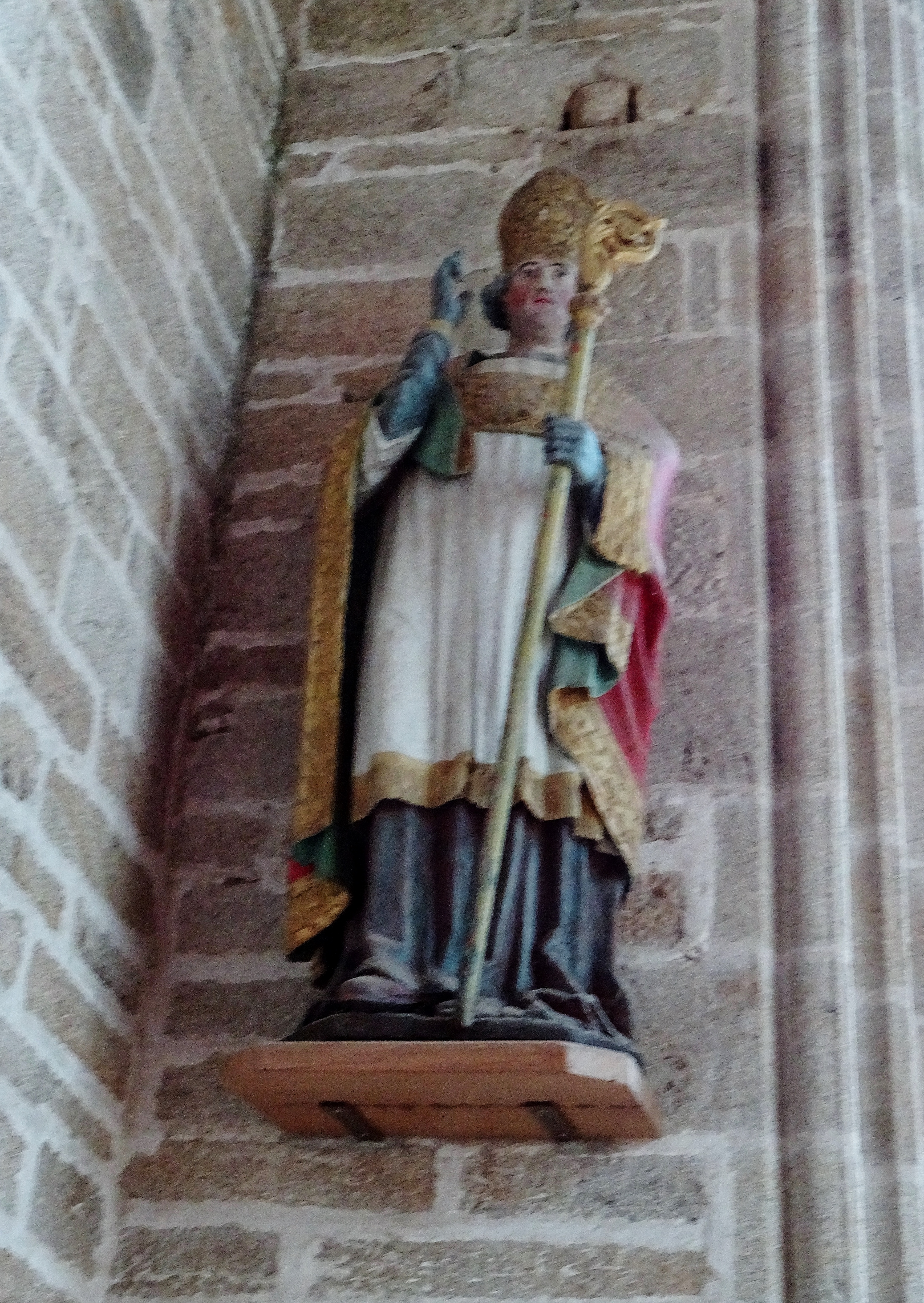
Chapelle Saint-Germain : statue de saint Germain.

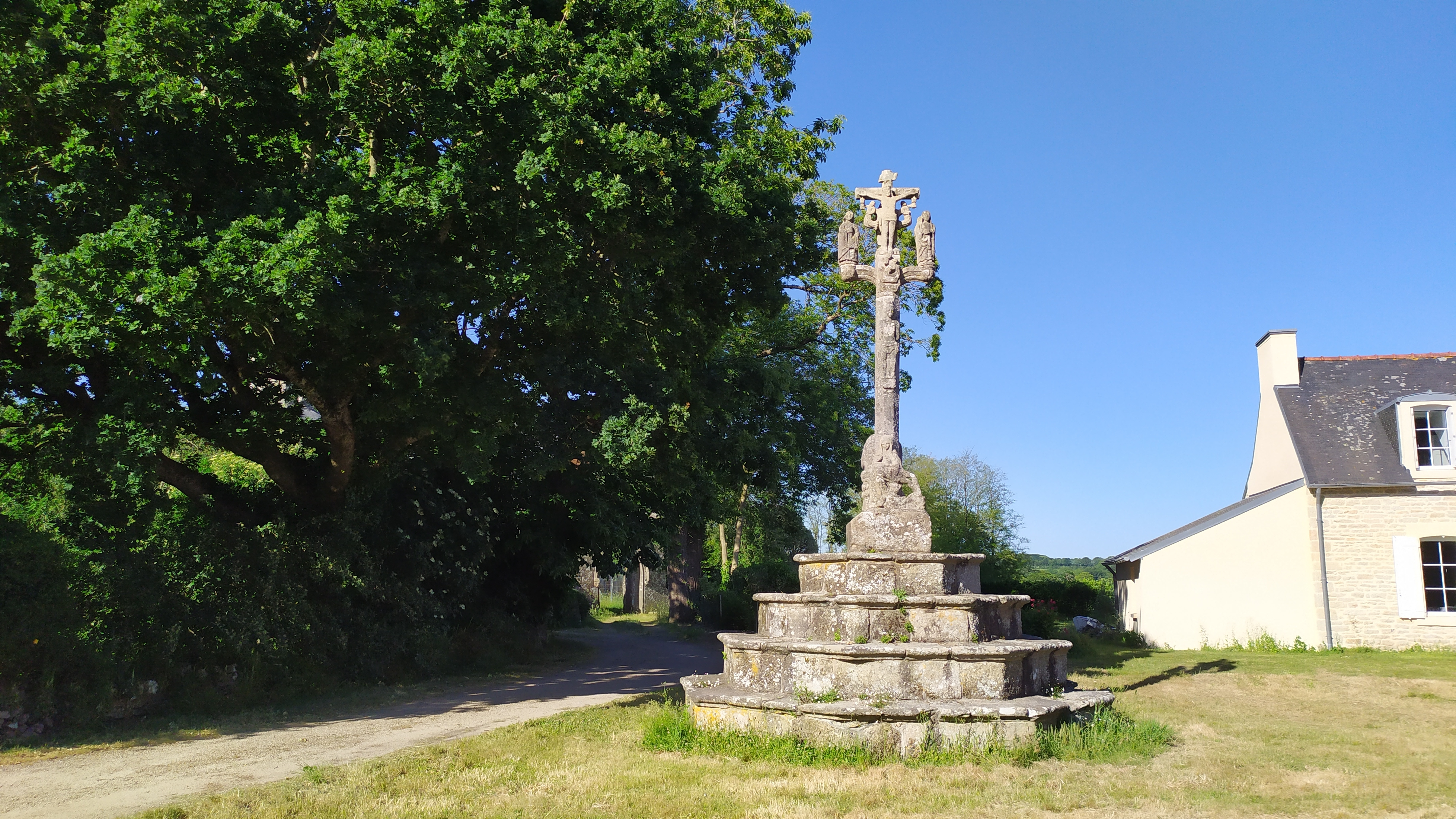
Calvaire de la chapelle Saint-Germain à Plogastel.
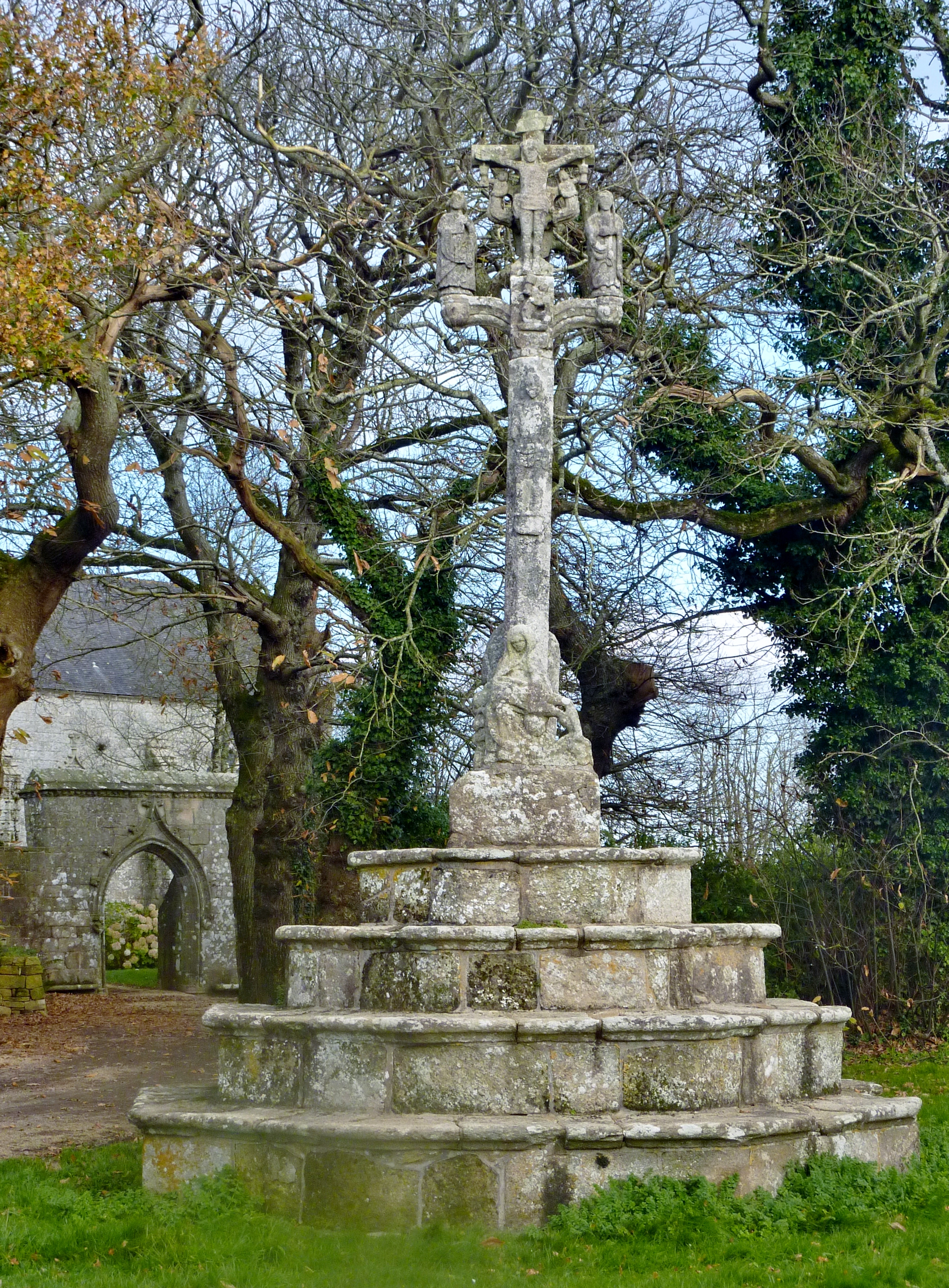
Calvaire de la chapelle Saint-Germain, vue d'ensemble.
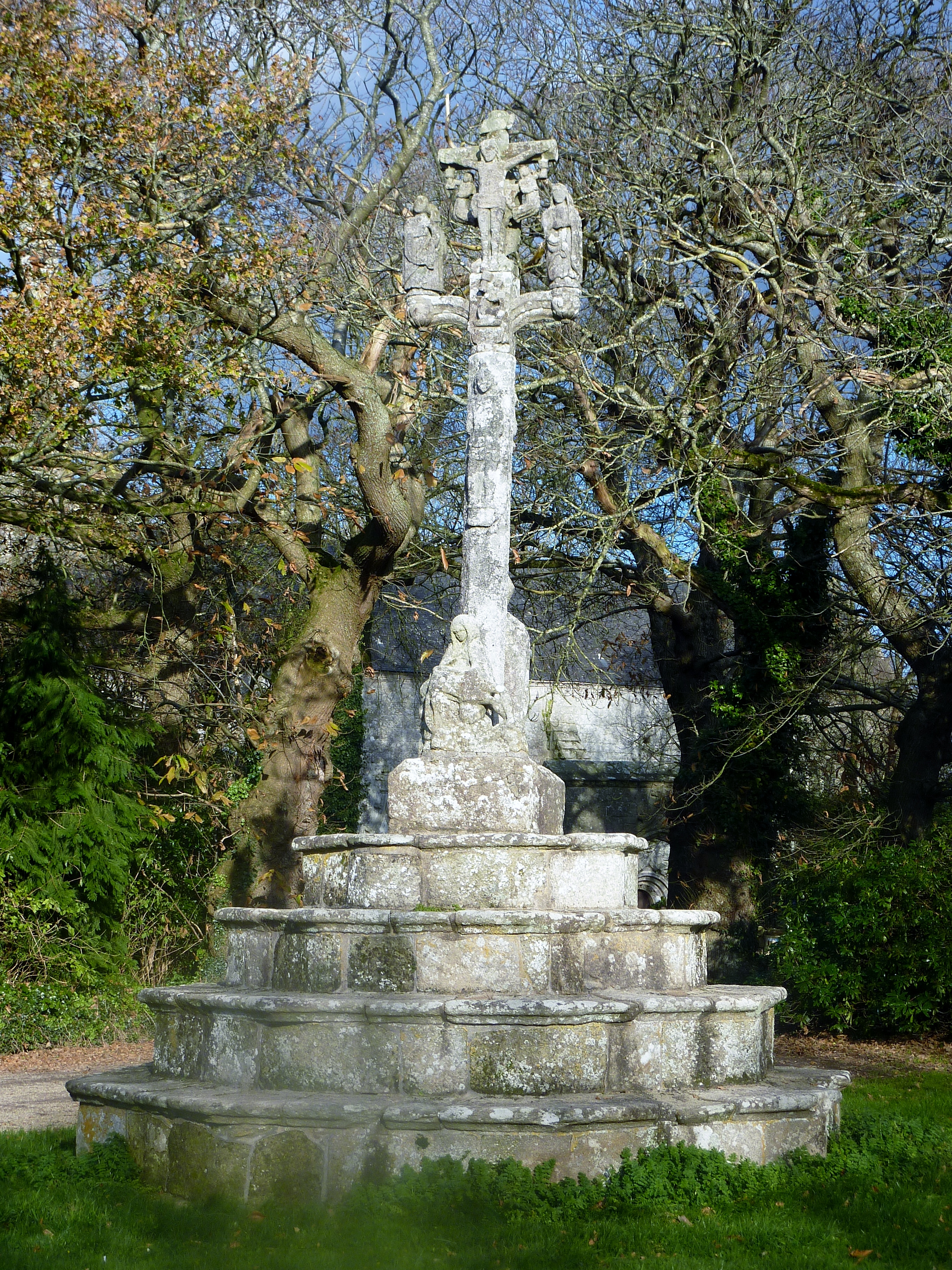
Calvaire de la chapelle Saint-Germain, face contenant la pietà.
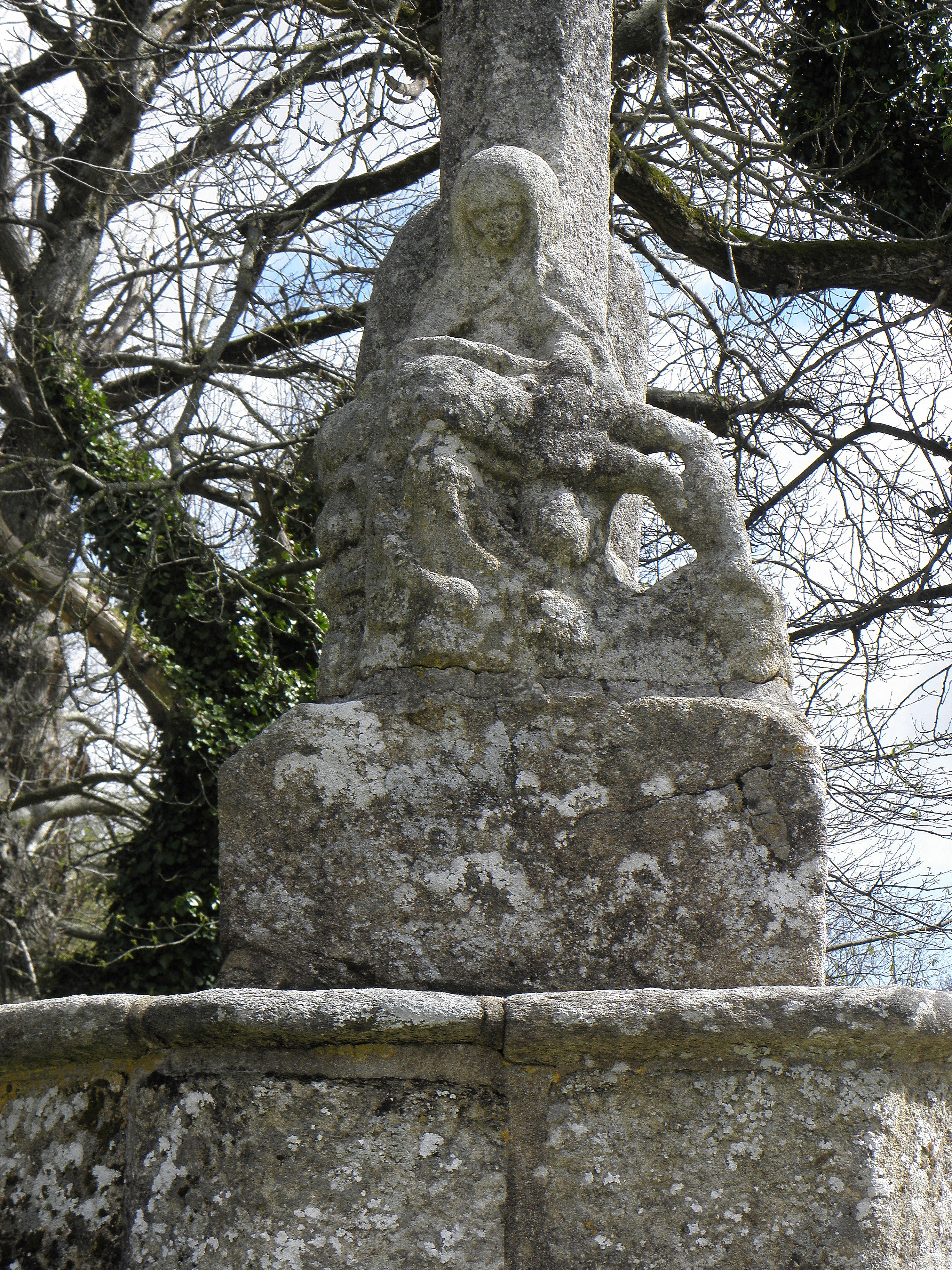
Calvaire de la chapelle Saint-Germain, la pietà.
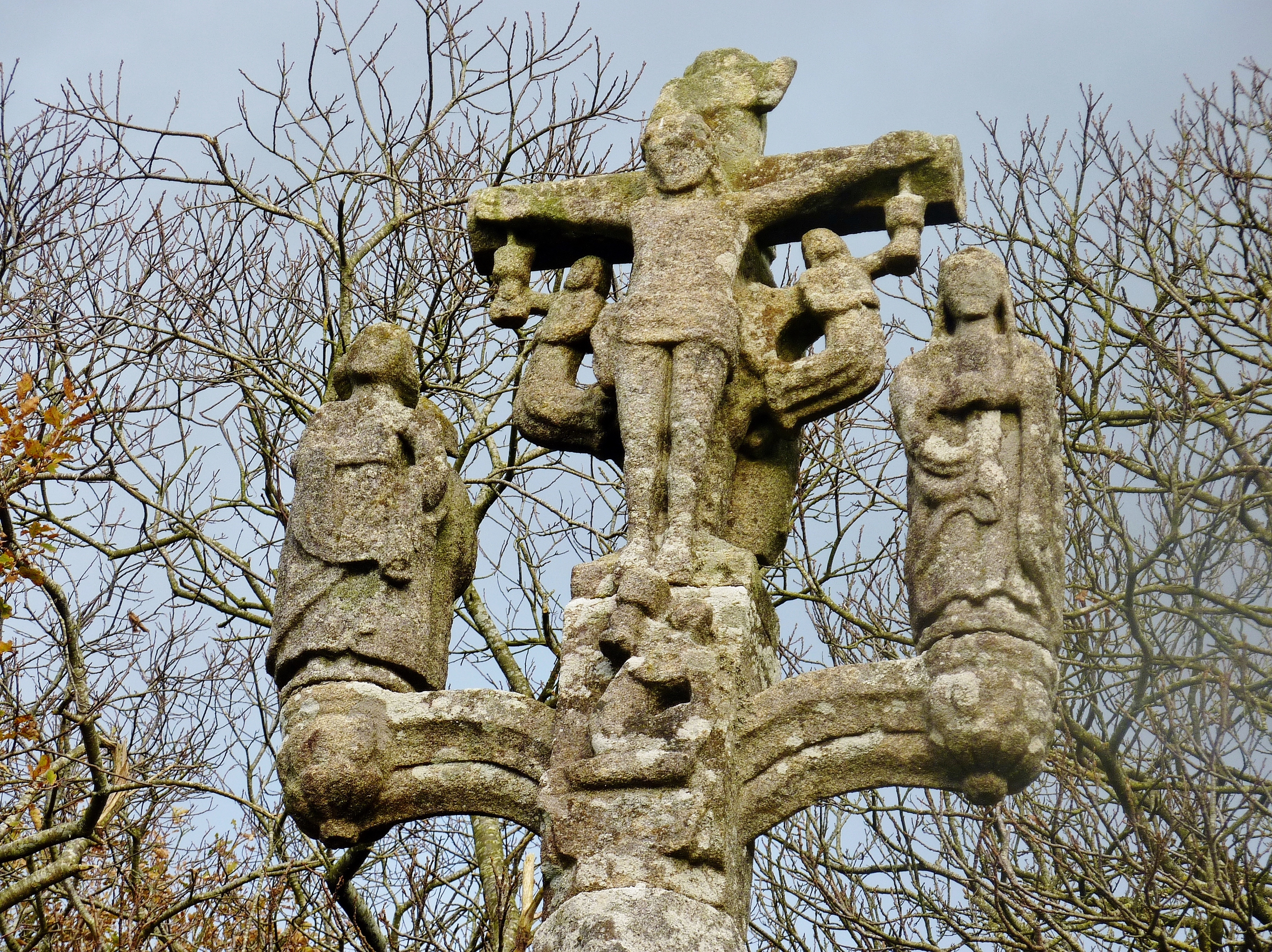
Calvaire de la chapelle Saint-Germain, partie sommitale.
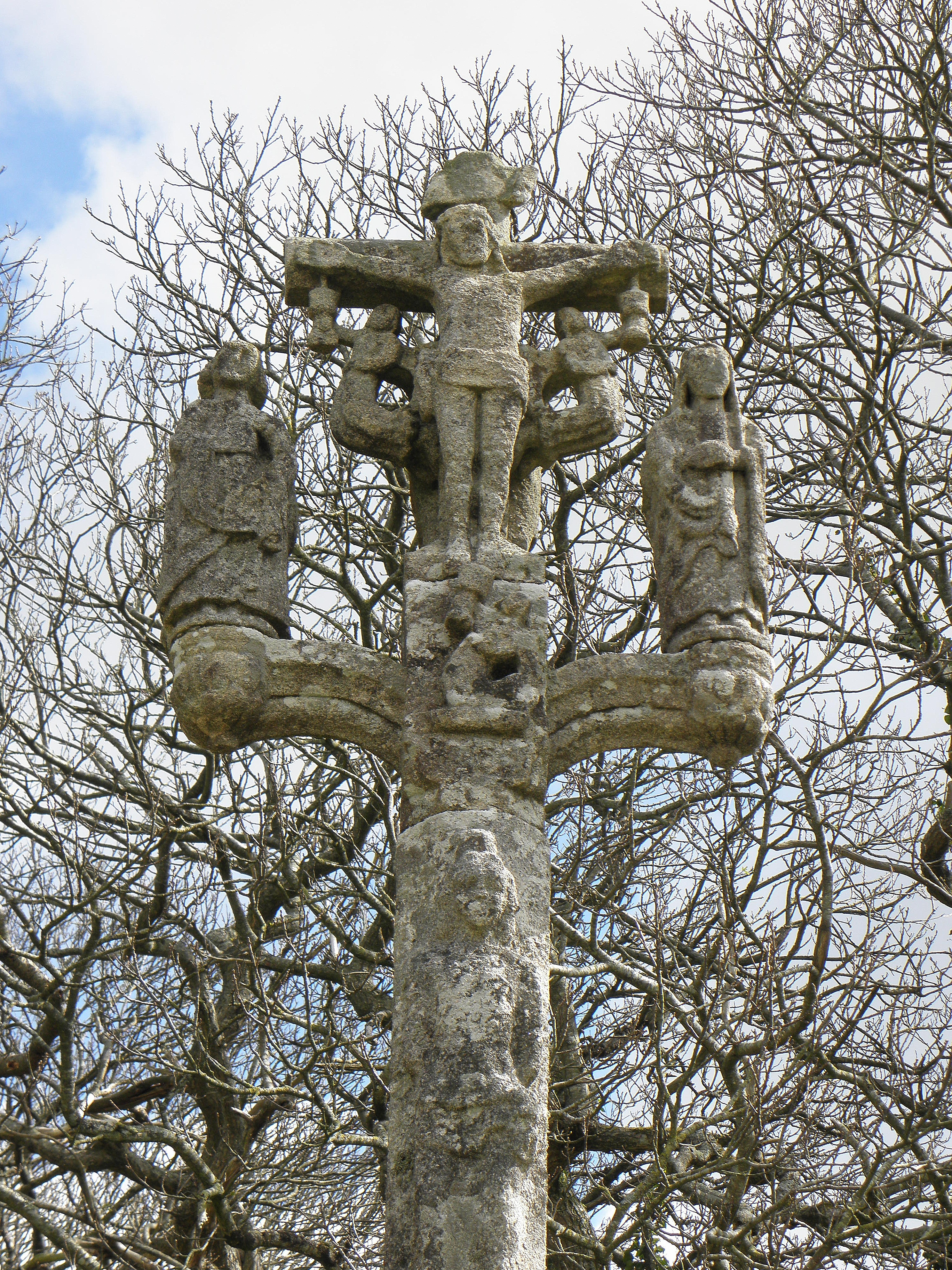
Calvaire de la chapelle Saint-Germain, partie sommitale (Christ en croix et trois anges, la Vierge et saint Jean. Saint Sébastien sur le fût).

- La chapelle Saint-Honoré est édifiée au XIIIe siècle, ou peut-être avant[81]. Le hameau de Saint-Honoré devenant au XVIe siècle chef-lieu d'une trève dépendant de la paroisse de Lanvern[Note 31], la chapelle devient donc église tréviale. Elle est largement reconstruite en 1668. Après la révolte des Bonnets rouges en 1675, le clocher est décapité sur ordre du duc de Chaulnes, gouverneur de Bretagne (le lanternon actuel est postérieur à cet événement : c'est un clocher en forme de dôme reconstruit après 1774, date à laquelle Louis XVI en autorisa la construction Ce type de clocher est surnommé "dôme Bigot" du nom de l'architecte diocésain en fonction en 1774, Étienne Bigot, grand-père de l'architecte Joseph Bigot). La trève de Saint-Honoré devient commune à la Révolution, puis est rattachée à la commune de Plogastel en 1832[Note 32]. La chapelle est en ruine depuis la fin du XIXe siècle.

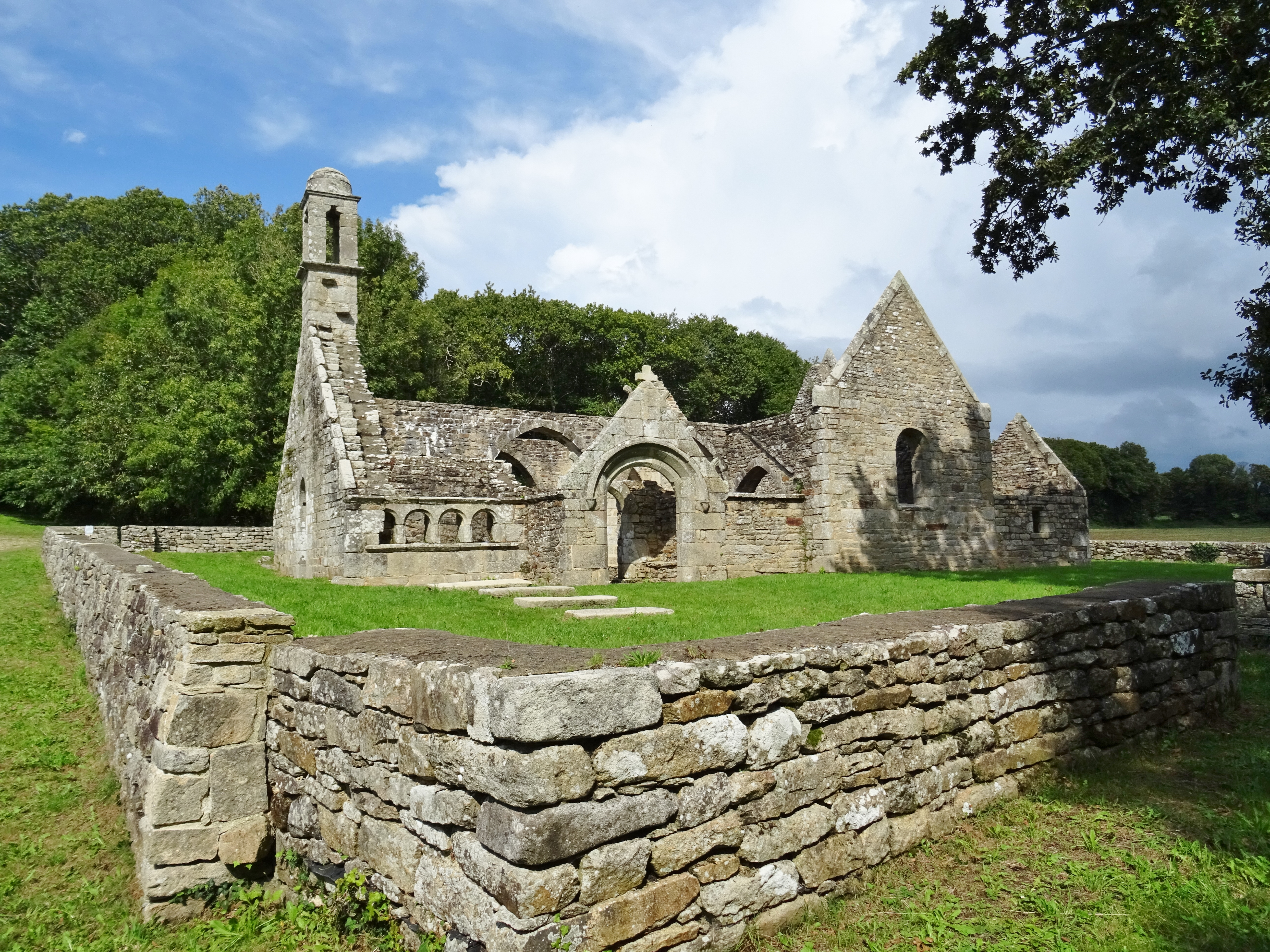
Chapelle Saint-Honoré, vue extérieure d'ensemble.
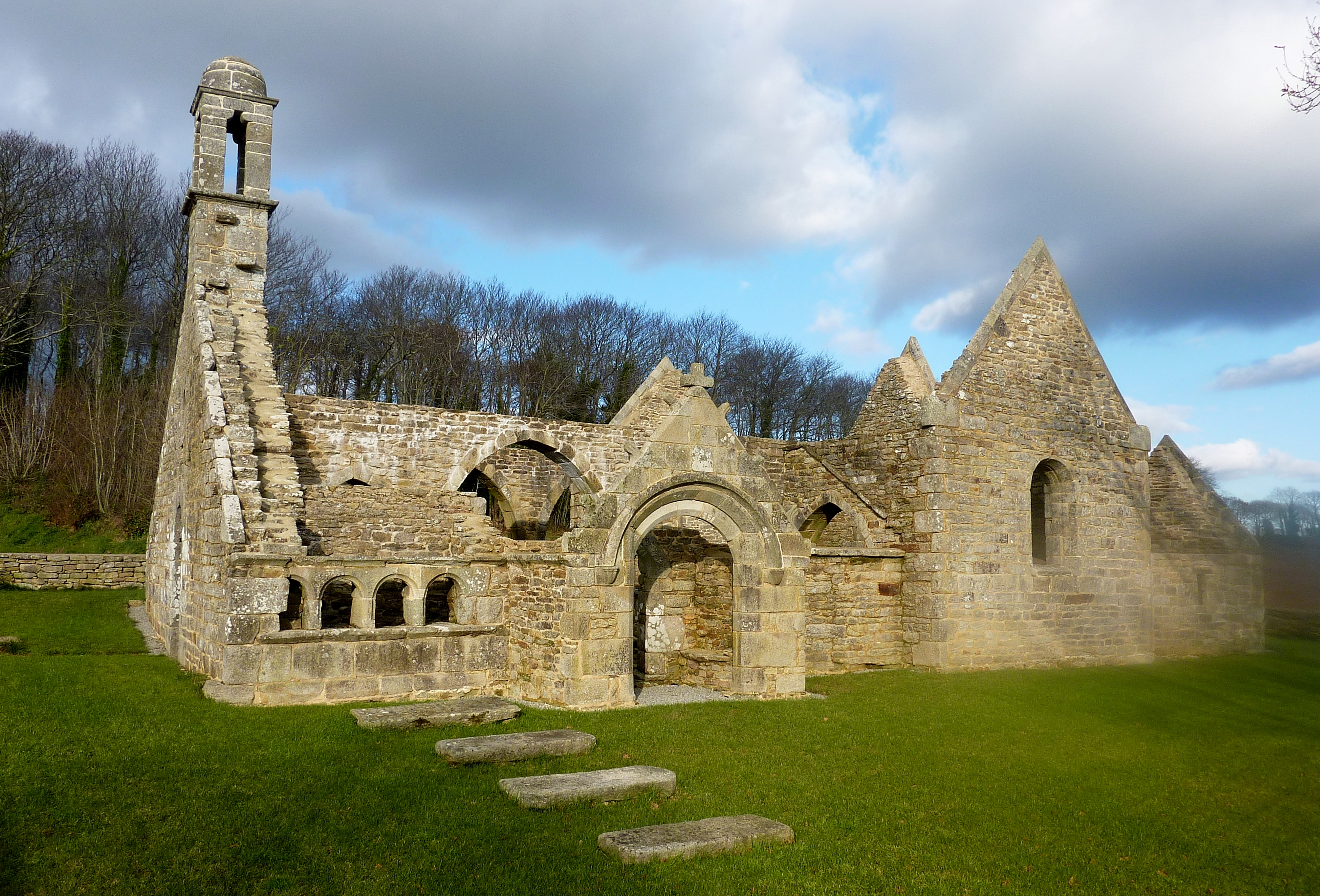
Chapelle Saint-Honoré, vue extérieure d'ensemble.
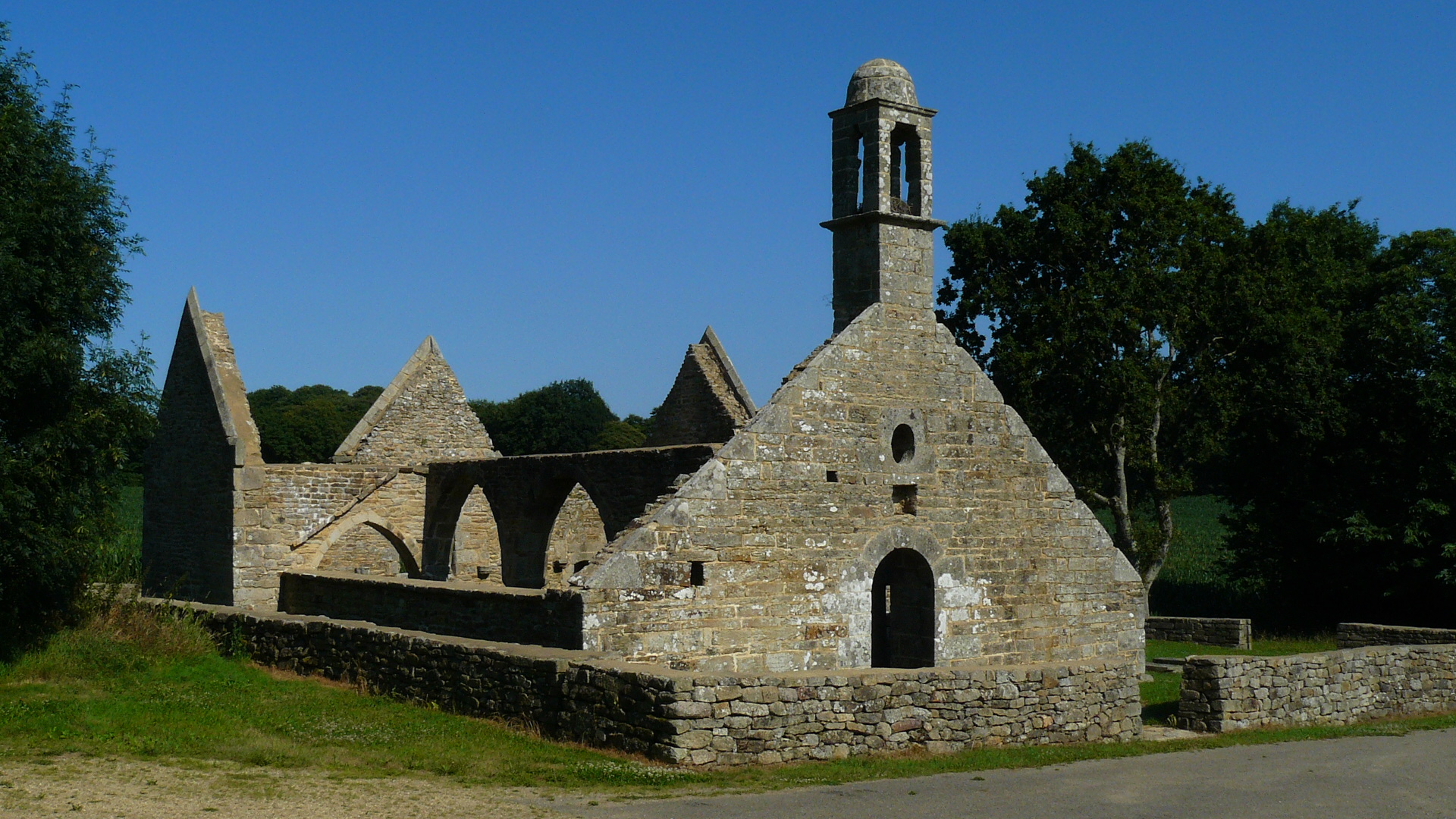
Chapelle Saint-Honoré, vue extérieure d'ensemble.
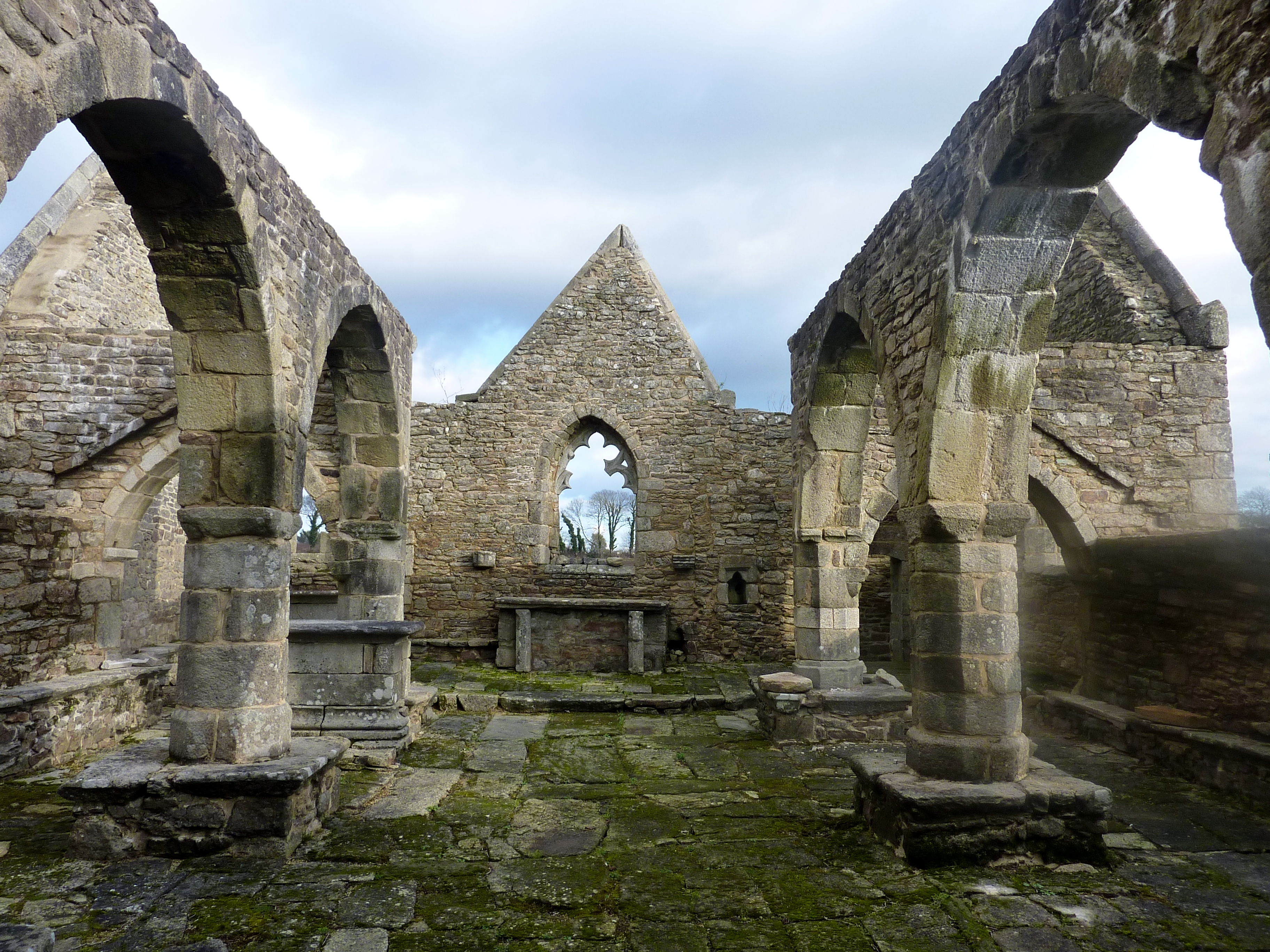
Chapelle Saint-Honoré, vue intérieure d'ensemble.
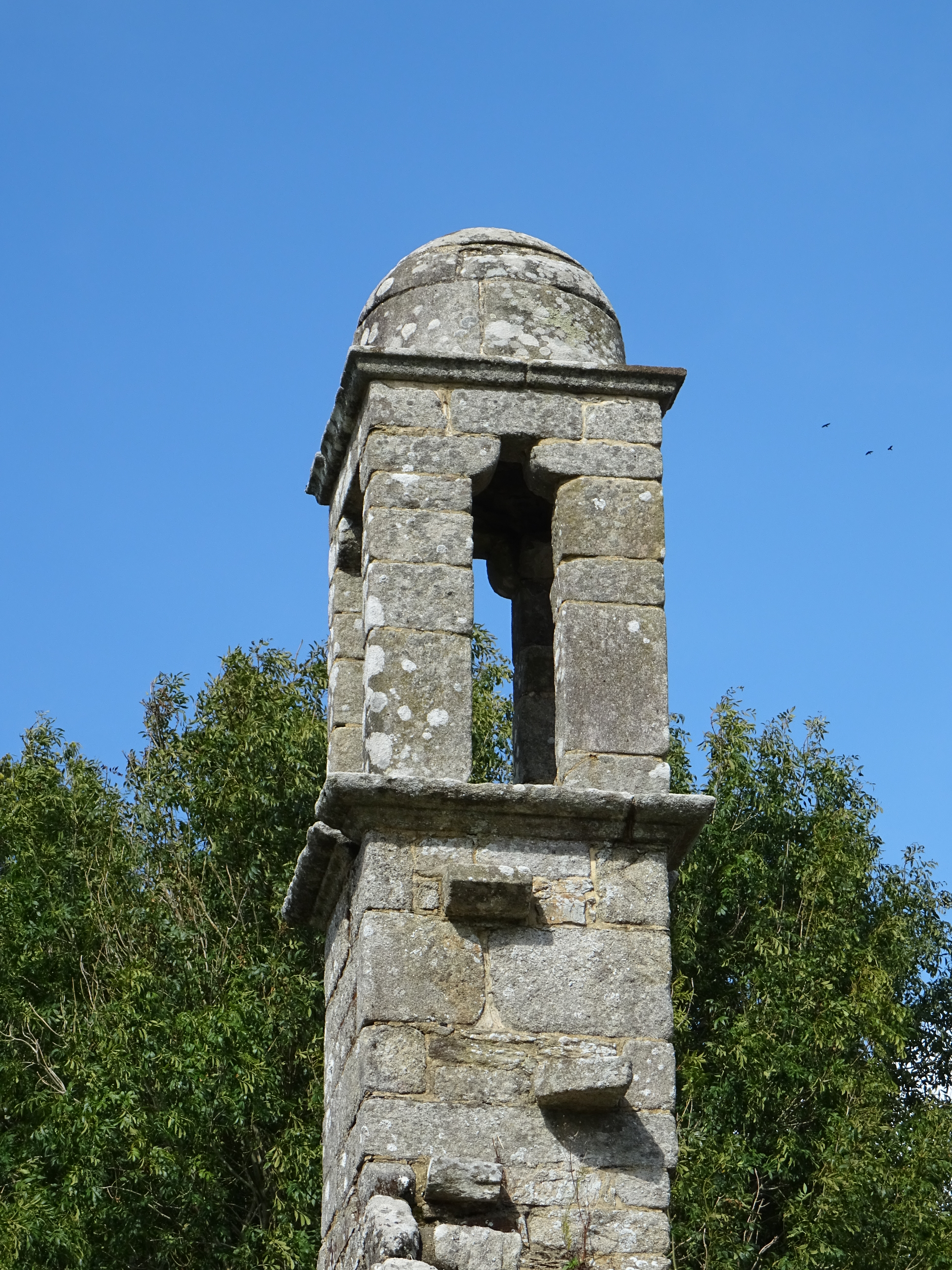
Le clocher à dôme de la chapelle Saint-Honoré (reconstruit après 1774).

La chapelle est toujours en ruine à la fin du XXe siècle : l'abbé Yves-Pascal Castel décrit en 1998 ses « pignons écrêtés, piliers défaits, fenêtres sans meneaux, arc brisé en attente d'un écoulement, campanile veuf de sa cloche au dôme découronné de sa croix (...), entassement de pierres. Autour de ce qui fut le cimetière, la ronce et la fougère ».
Guidés par un architecte des Bâtiments de France, spécialiste en restauration d'art religieux, des bénévoles de l'"Association du Patrimoine de Plogastel" ont entrepris, à partir de 2001, de restaurer en partie la chapelle.
- Le château du Hilguy  (XVIIe siècle, XIXe siècle et XXe siècle) : depuis 1987 le domaine du Hilguy est la propriété d'une société de vacances anglaise : "The Holiday Property Bond"[84] Le château est inscrit aux Monuments historiques.

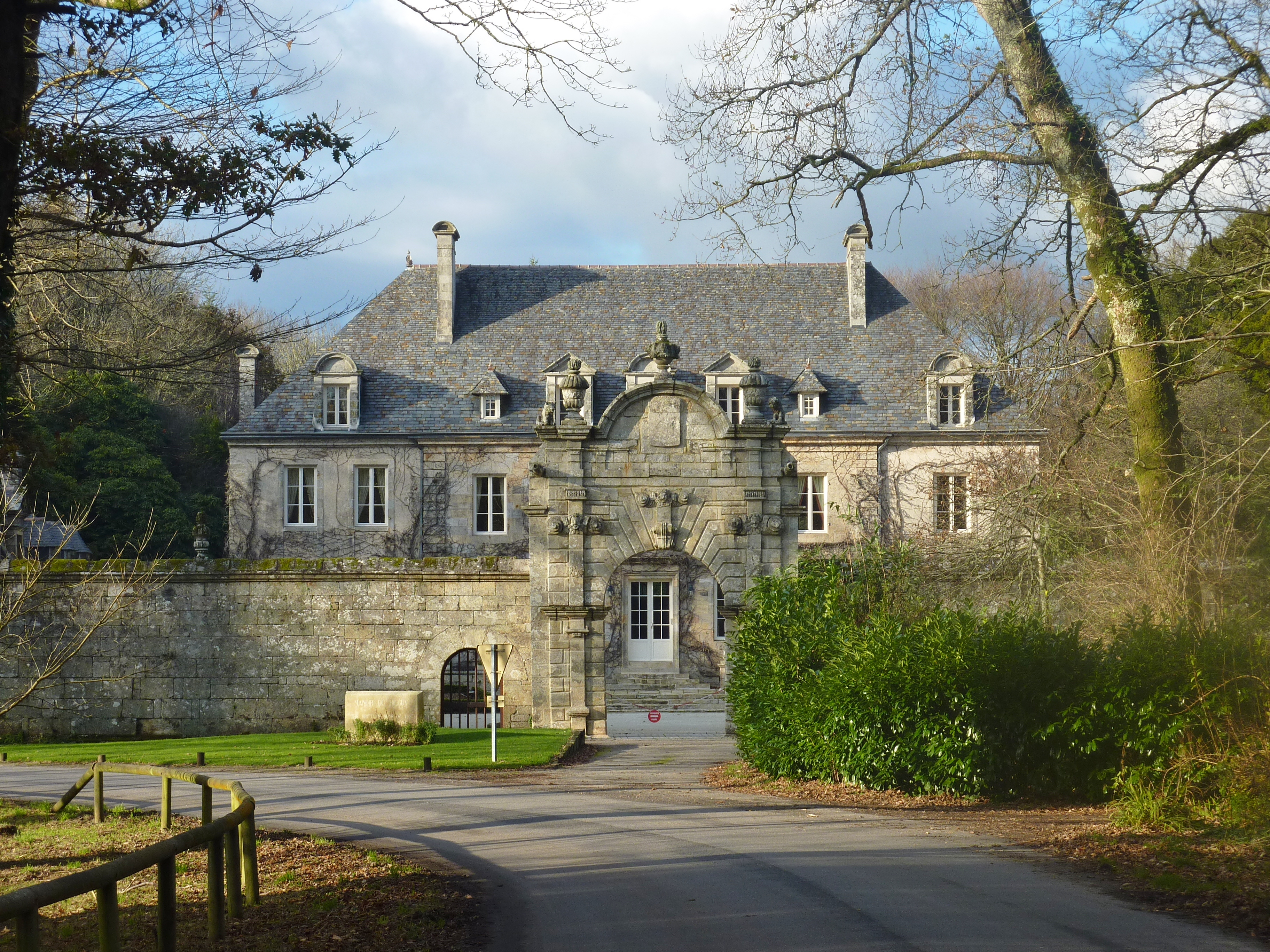
Château du Huilguy, vue extérieure d'ensemble.
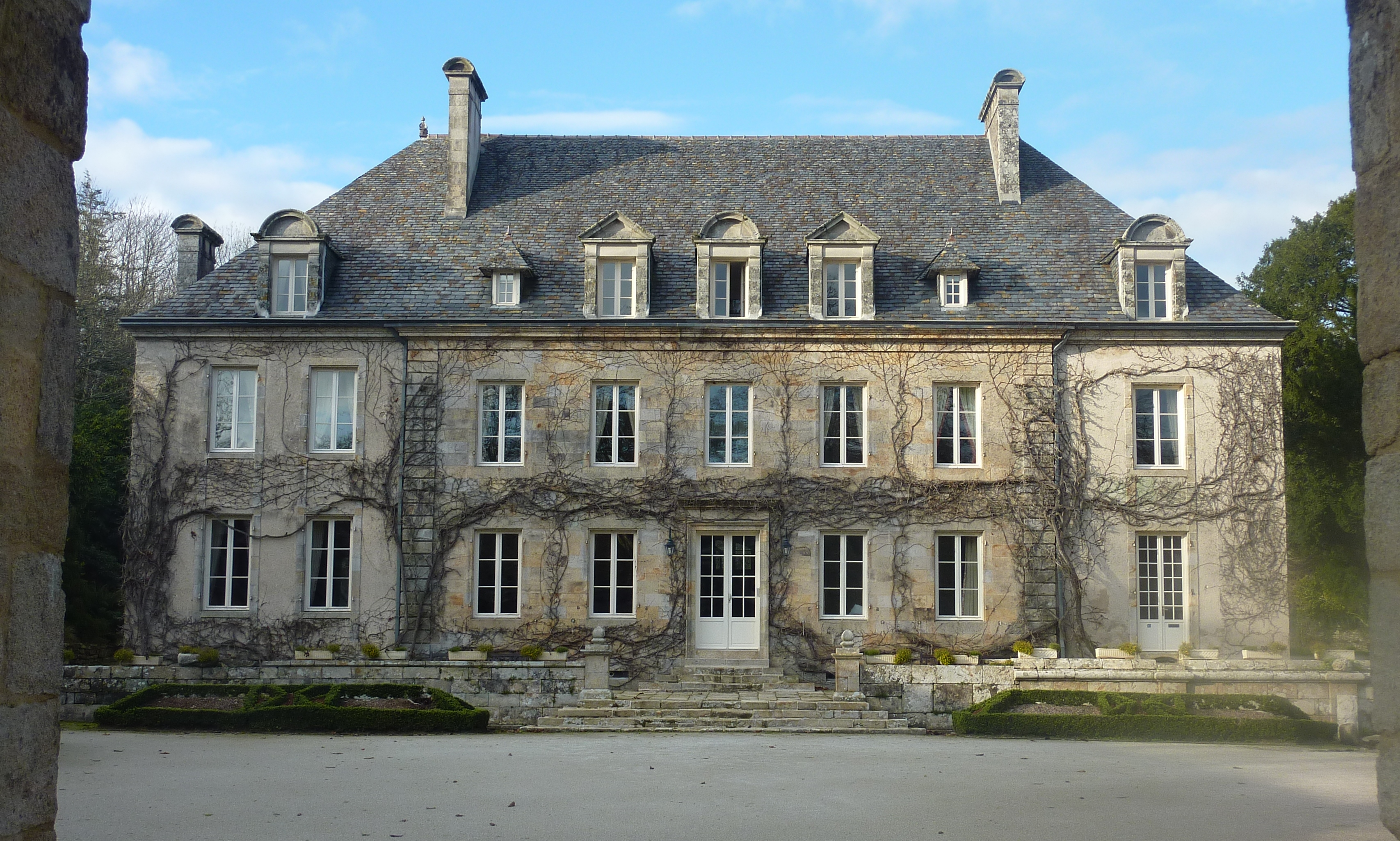
Château du Huilguy, vue extérieure depuis la cour d'entrée.
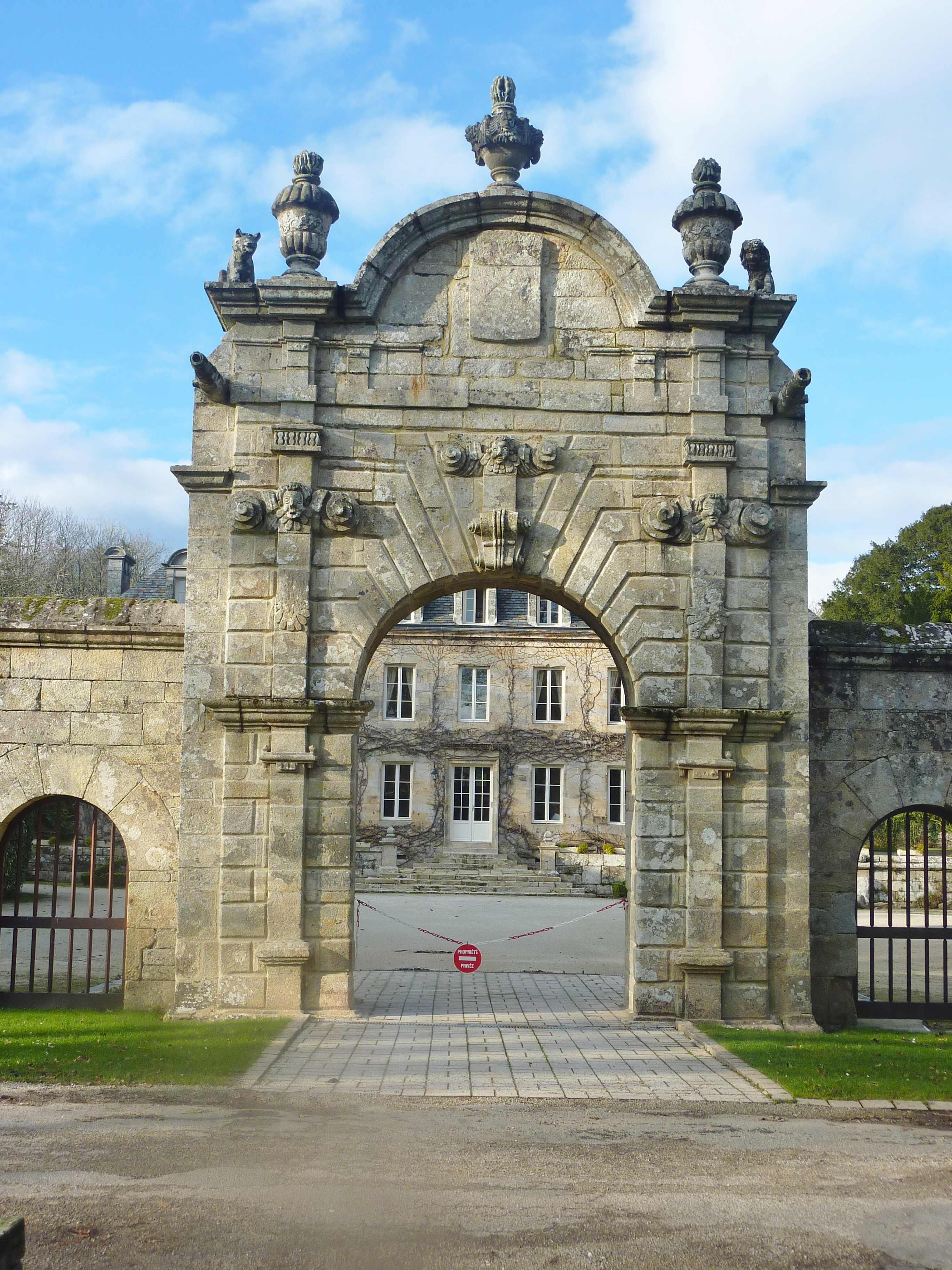
Château du Huilguy, portail d'entrée.
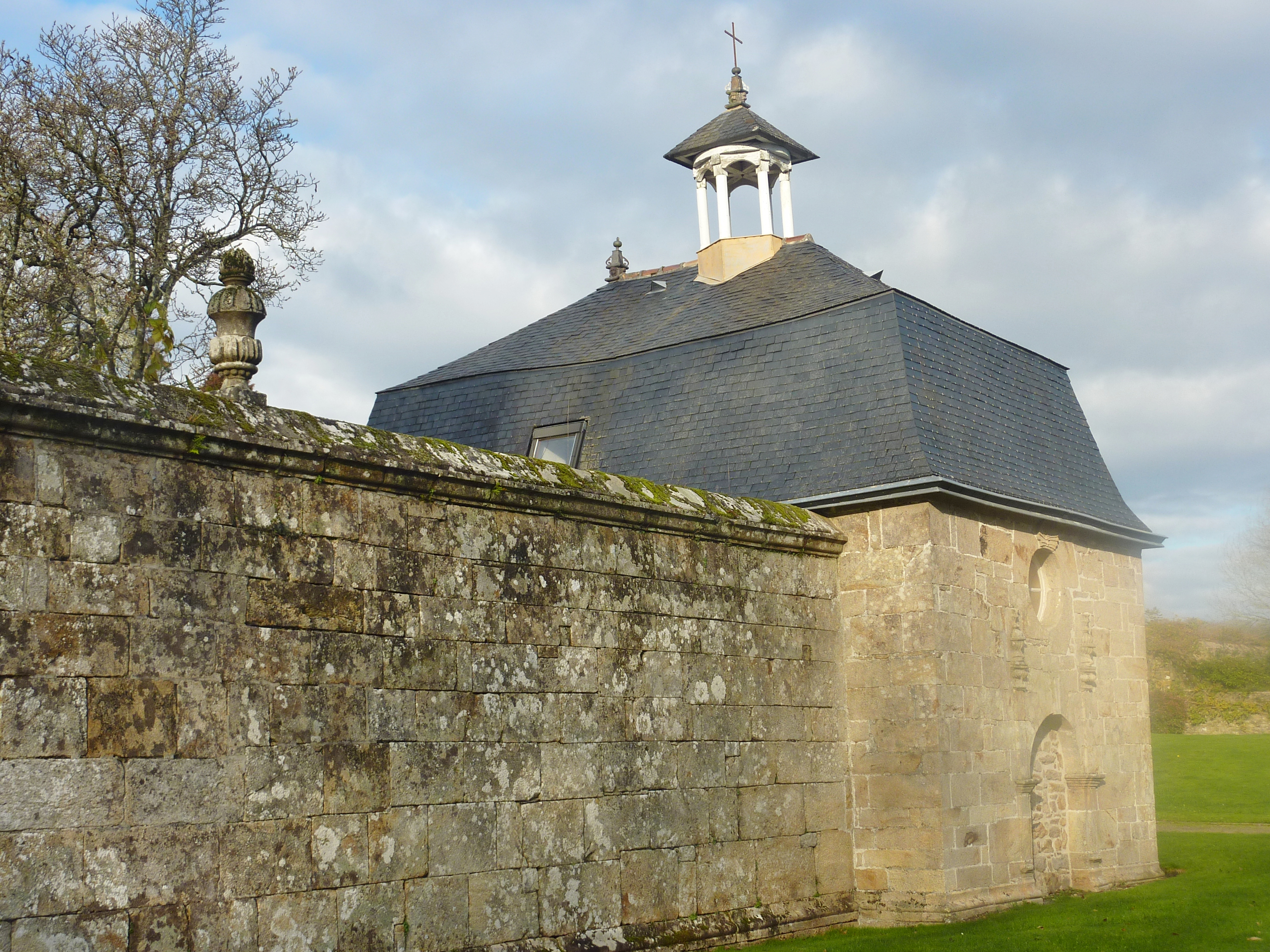
Château du Huilguy, la chapelle.

### Personnalités liées à la commune
- Nicole Le Garrec (1942), réalisatrice, née dans la commune.